# Észak-Amerika dinoszauruszainak listája
Az alábbi dinoszaurusz lista olyan nemeket tartalmaz, amelyek Észak-Amerika területéről kerültek elő. Észak-Amerikában sokféle dinoszaurusz nagy mennyiségű fosszíliáját fedezték fel. Ez nem feltétlenül jelenti azt, hogy többféle vagy nagyobb számú dinoszaurusz élt ezen a területen; lehet hogy egyszerűen csak kedvezőbbek voltak a feltételek a fosszilis rekord számára.
A triász időszakban olyan dinoszauruszok éltek a kontinensen, mint a Coelophysis, a Chindesaurus, a Gojirasaurus és a Tawa. A Tawa fosszíliáit Dél-Amerikában is megtalálták, ami fontos ősföldrajzi utalás. A kora jura kor során Észak-Amerikában olyan dinoszauruszok éltek, mint a Dilophosaurus, az Anchisaurus, az Ammosaurus, a Syntarsus, valamint a korai thyreophora, a Scutellosaurus. Ezek közül az utóbbit az összes stegosaurus és ankylosaurus ősének tartják. Észak-Amerikában a középső jura kor maradványai csak hiányosan találhatók meg, Mexikóban azonban több lelőhely is ismert. Lábnyomok, tojáshéjak, fogak és csonttöredékek prezentálják a theropodákat, a sauropodákat és az ornithopodákat, de egyikük sem elég diagnosztikus a nemek meghatározásához.
Azonban a késő jura kori Észak-Amerika éppen a középső jura ellentéte. A késő jura kori Morrison-formáció több államra, Colorado, Utah, Wyoming, Montana, Új-Mexikó, Oklahoma, Dél-Dakota és Texas területére is kiterjed. Ez a formáció a világ legtermékenyebb dinoszaurusz fosszília forrásaként ismert. A Morrisonból előkerült dinoszauruszok névsorán sok jelentős nem neve szerepel. A theropodák közé tartozik az Allosaurus, a Saurophaganax, a Torvosaurus, a Ceratosaurus, a Coelurus, az Ornitholestes, a Tanycolagreus, a Stokesosaurus és a Marshosaurus. Számos sauropodára is rátaláltak ezen a helyen, például az Apatosaurusra, a Diplodocusra, a Barosaurusra, a Brachiosaurusra, a Camarasaurusra és a feltételezés szerint a legnagyobb ismert dinoszauruszra, az Amphicoeliasra. Két stegosaurusnem, a Stegosaurus és a Hesperosaurus is innen került elő. A Morrison-formáció ornithopodái között a Dryosaurus, a Camptosaurus, a Drinker, az Othnielia és az Othnielosaurus vált ismertté.
A kora kréta során új dinoszauruszok fejlődtek ki, leváltva a korábbiakat. A sauropodák még jelen voltak, de a sokféleségük csökkent a jura időszakihoz viszonyítva. A kora kréta kori Észak-Amerika theropodái közé olyan dromaeosauridák tartoznak, mint a Deinonychus és a Utahraptor, melyek együtt éltek az Acrocanthosaurusszal és a Microvenatorral.  A kortárs sauropodák közé tartozik az Astrodon, a Pleurocoelus, és a Sauroposeidon. A madármedencéjűek sokkal változatosabbak voltak, mint a jura időszak során. Ekkor élt a Tenontosaurus, a Hypsilophodon, az Iguanodon, a Protohadros és az Eolambia. A kréta időszakban az ankylosaurusok leváltották unokatestvéreiket, a stegosaurusokat. A kora kréta kori észak-amerikai ankylosaurusok közé tartozik a Sauropelta és a Gastonia. A Falcariushoz hasonló therizinosauroideák szintén a kora kréta korban éltek a kontinensen.
Észak-Amerikában a késő kréta volt az a kor, amikor a dinoszauruszok a legnagyobb számban és változatosságban éltek. A késő kréta kor elejéről ismert a therizinosauroideák közé tartozó Nothronychus és a ceratopsiák közé tartozó Zuniceratops. A campaniai korszakban a dinoszauruszok változatossága óriási volt. A korabeli theropodák közé tartozik a tyrannosaurida Albertosaurus, Gorgosaurus és Daspletosaurus, a tyrannosauroidea Appalachiosaurus és Dryptosaurus, valamint a dromaeosaurida Dromaeosaurus, Saurornitholestes, Atrociraptor és Bambiraptor. Az olyan ceratopsiák, mint a Pachyrhinosaurus, a Styracosaurus, a Centrosaurus, a Monoclonius, a Brachyceratops, a Pentaceratops és a Leptoceratops szintén ekkor éltek. A hadrosauridák közül a Parasaurolophus, a Corythosaurus, a Lambeosaurus, a Saurolophus és a Prosaurolophus vált ismertté. A maastrichti korszakban a dinoszauruszok változatossága már nem érte el az azt megelőző campaniai korszakbeli szintet. Észak-Amerika korabeli növényevői között vált ismertté a titanosaurus sauropoda Alamosaurus, a ceratopsia Triceratops és Torosaurus, a pachycephalosaurus Pachycephalosaurus, Stygimoloch, Dracorex és Stegoceras, valamint a hadrosaurida Edmontosaurus és Anatotitan. Az ekkor élt ragadozó dinoszauruszok köze tartozik a tyrannosaurida Tyrannosaurus és Nanotyrannus (melyek közül az utóbbi talán az előbbi fiatalabb példánya) és a troodontida Troodon.

## Észak-Amerika dinoszauruszanak listája

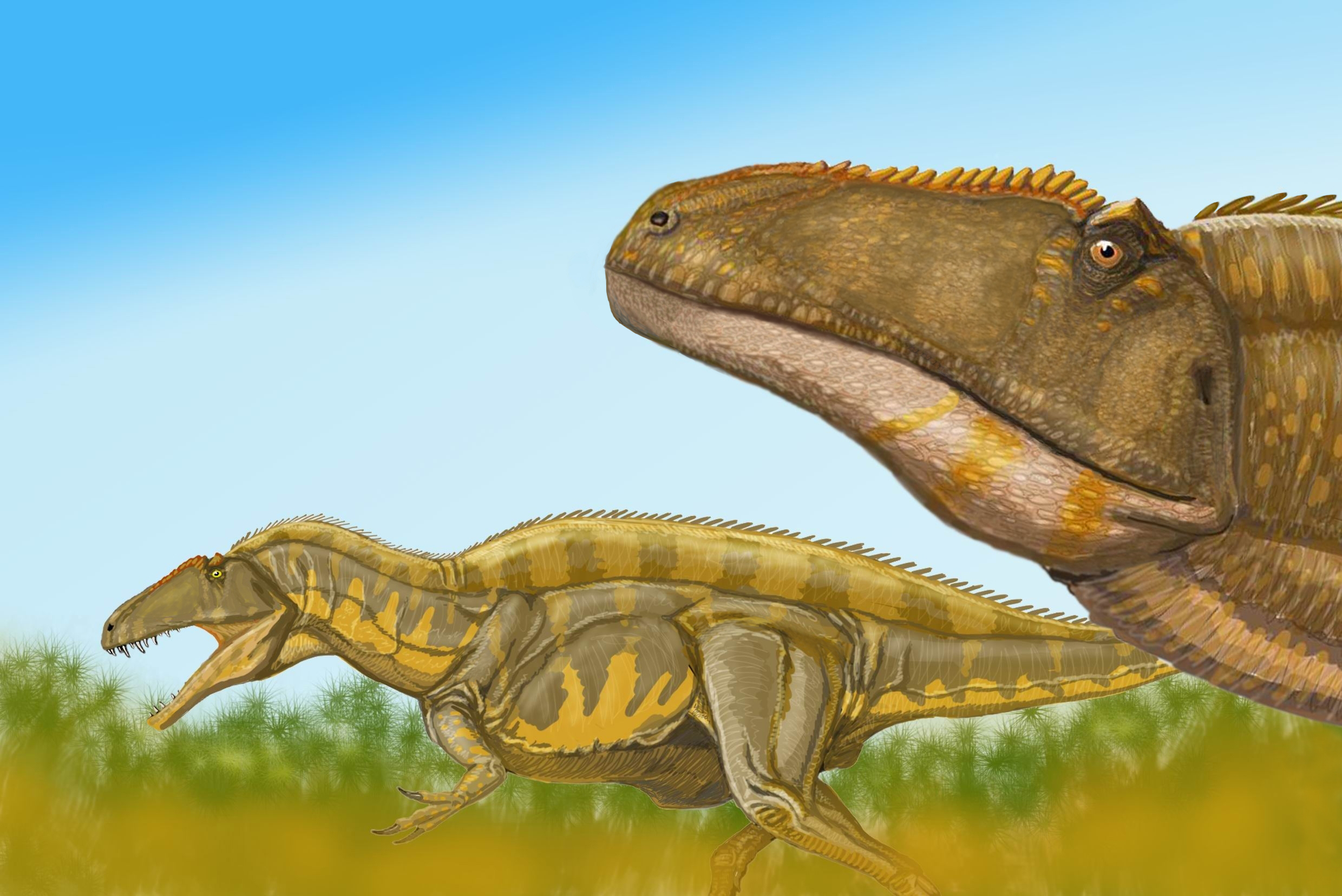
Acrocanthosaurus

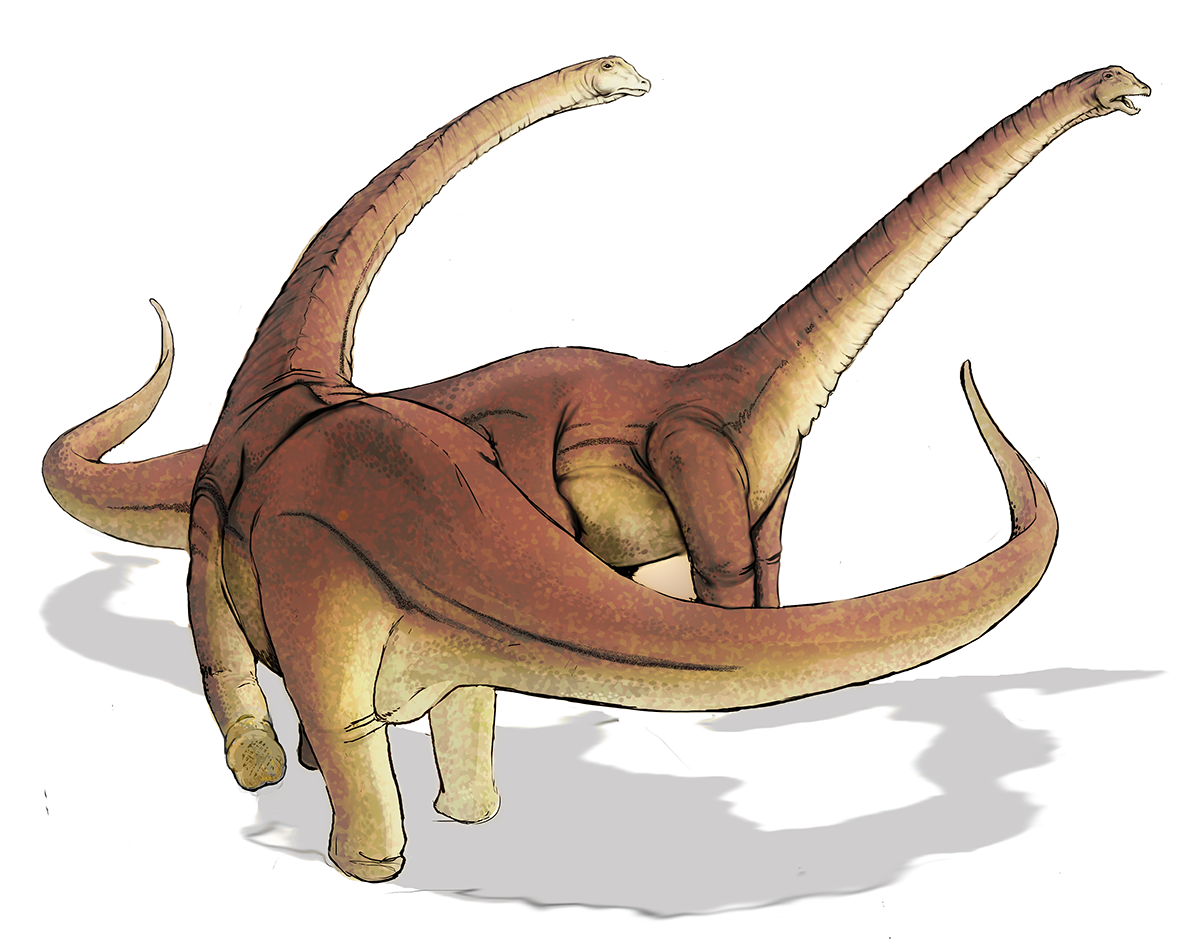
Alamosaurus

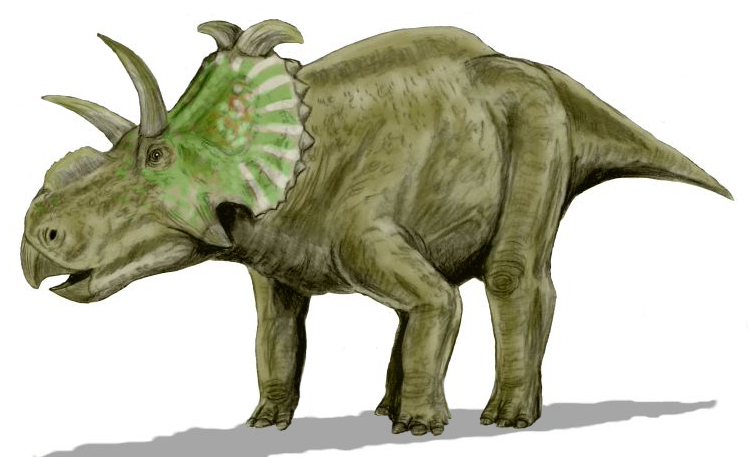
Albertaceratops

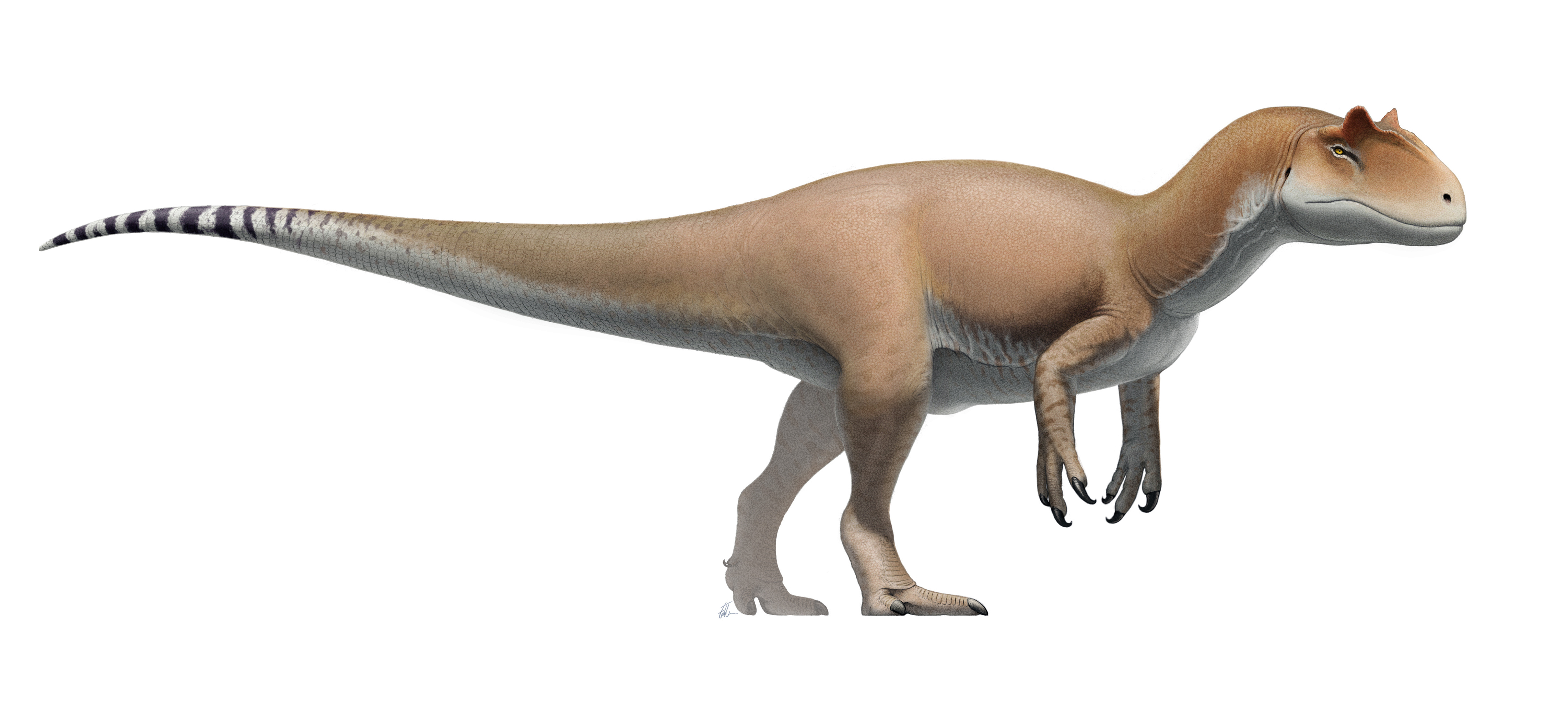
Allosaurus

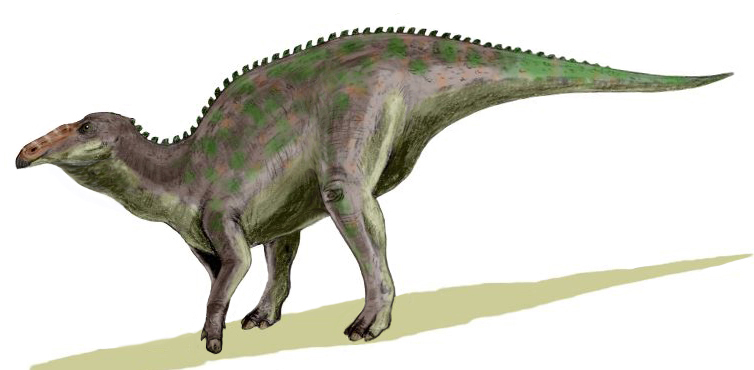
Anatotitan

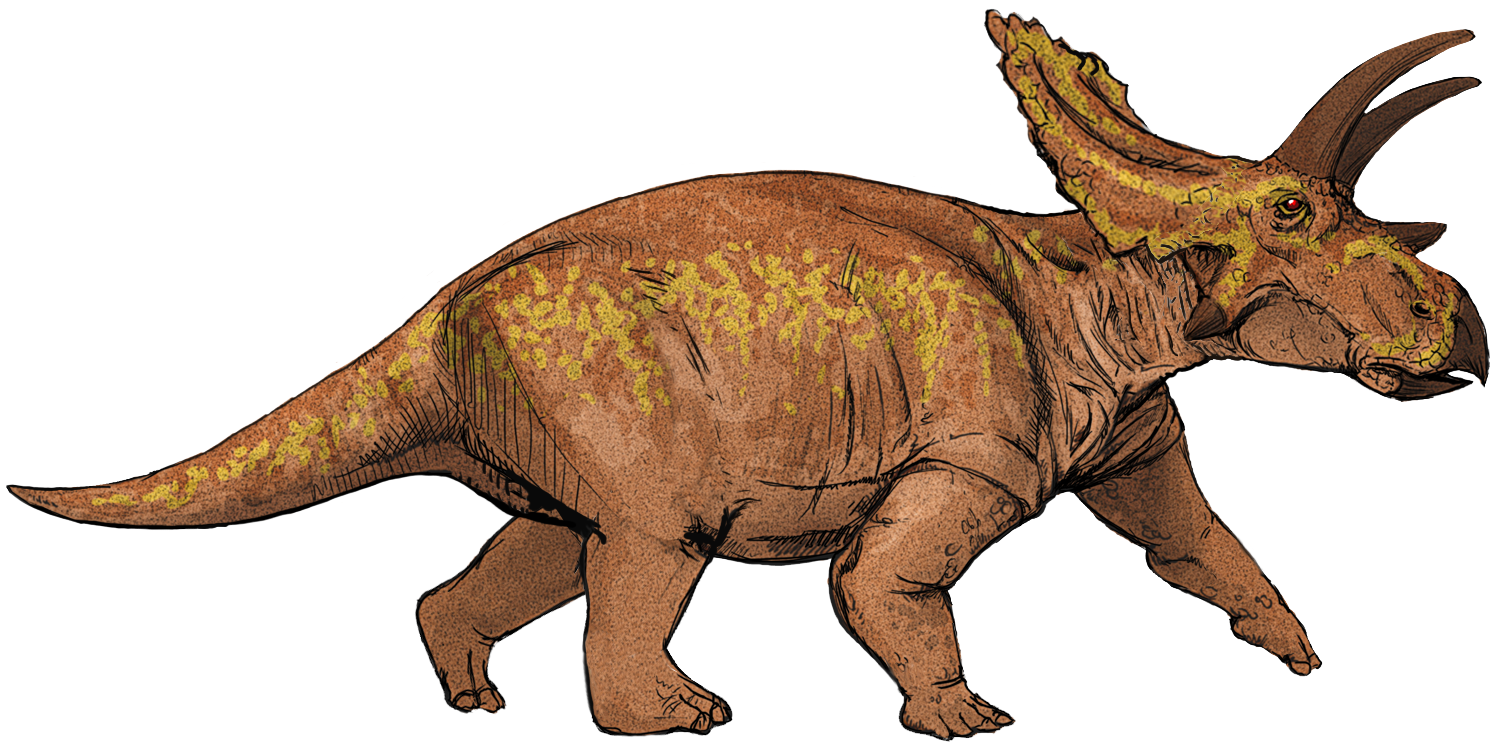
Anchiceratops

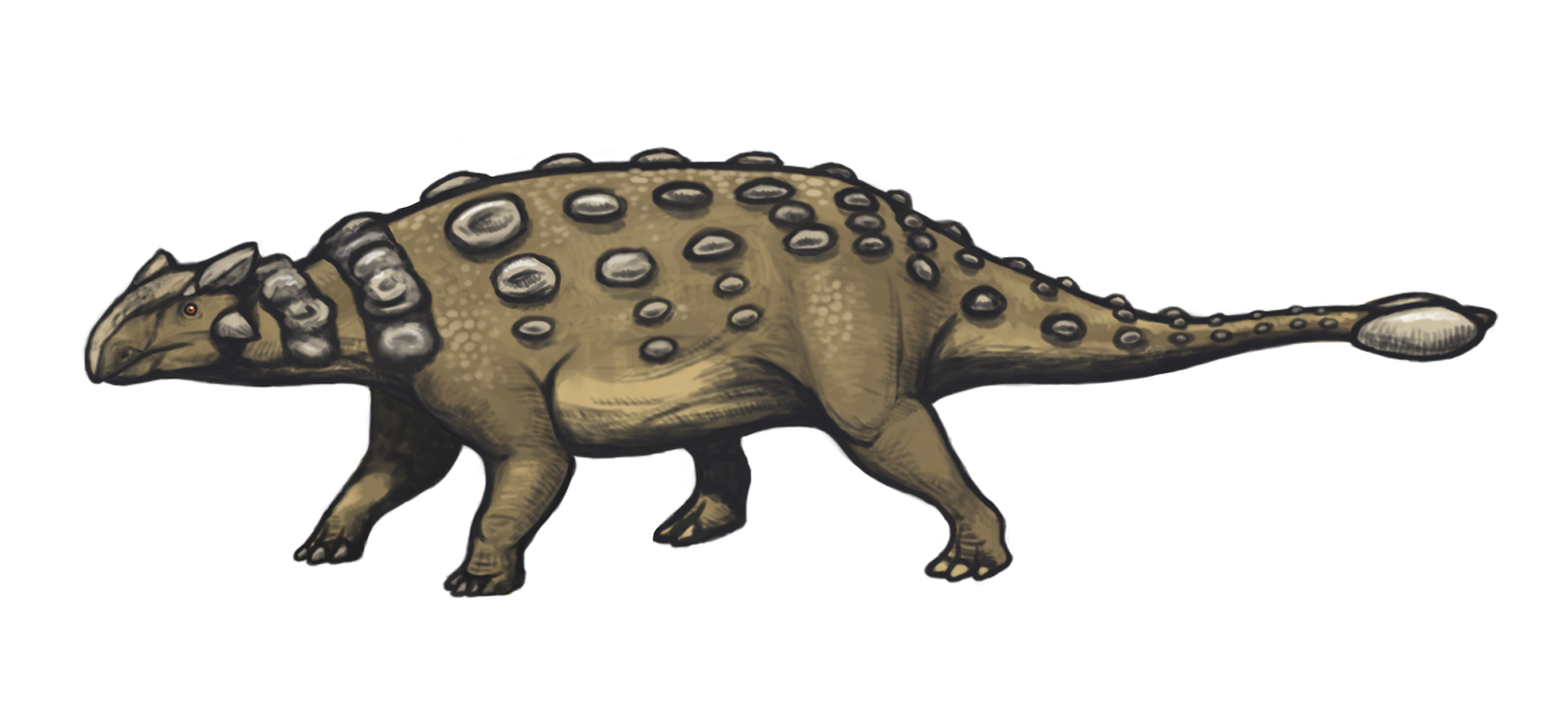
Ankylosaurus

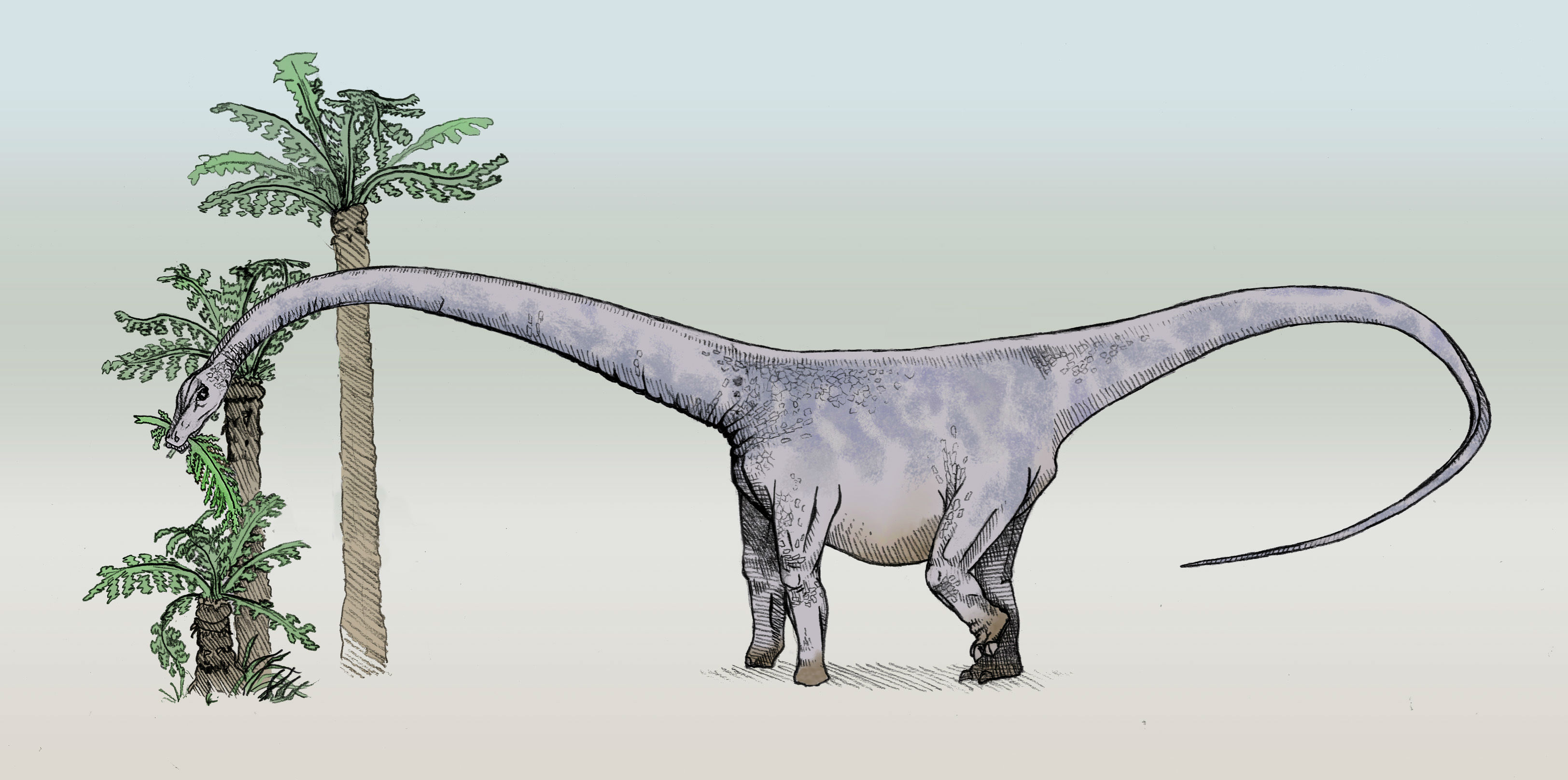
Barosaurus

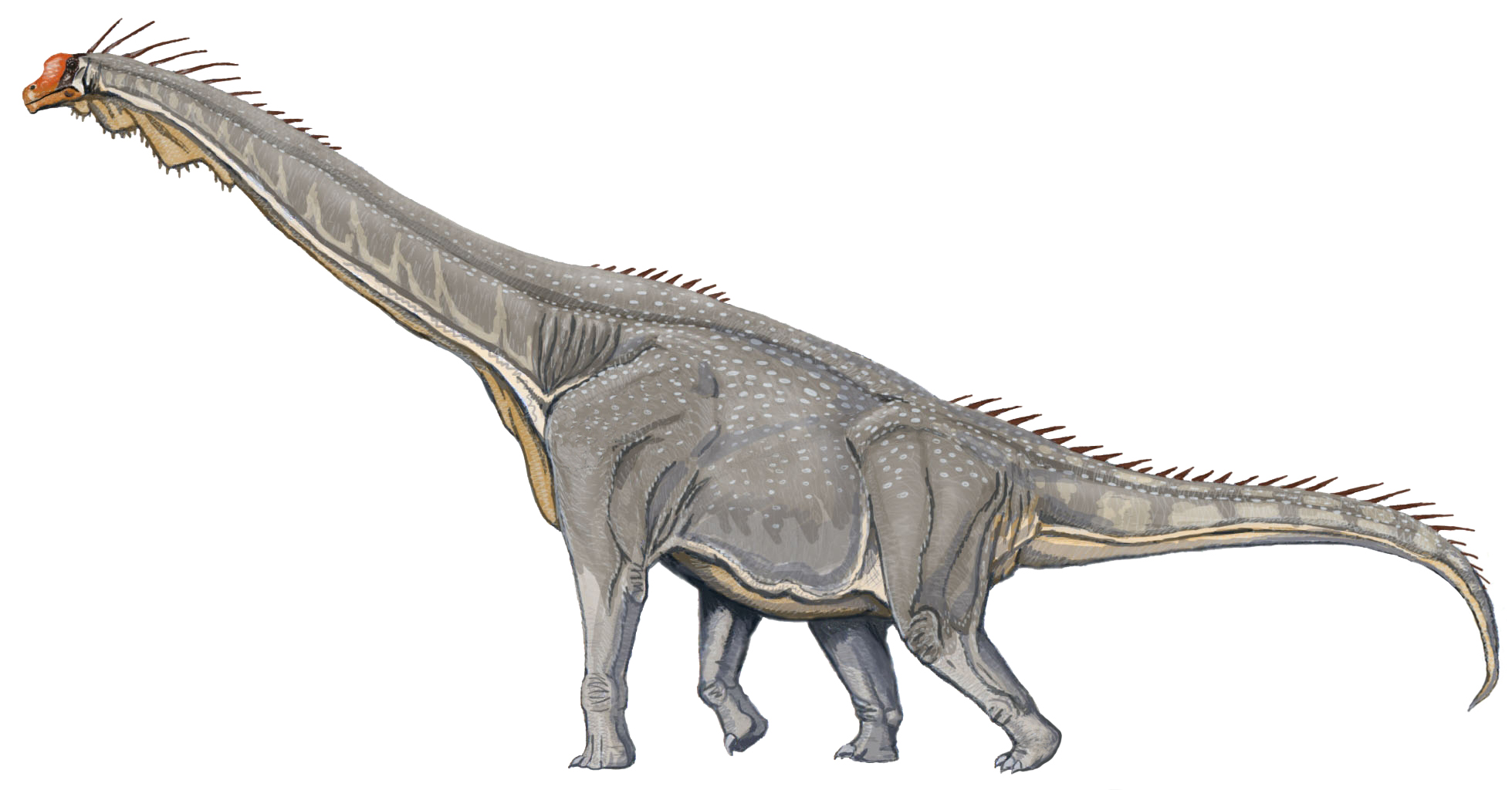
Brachiosaurus

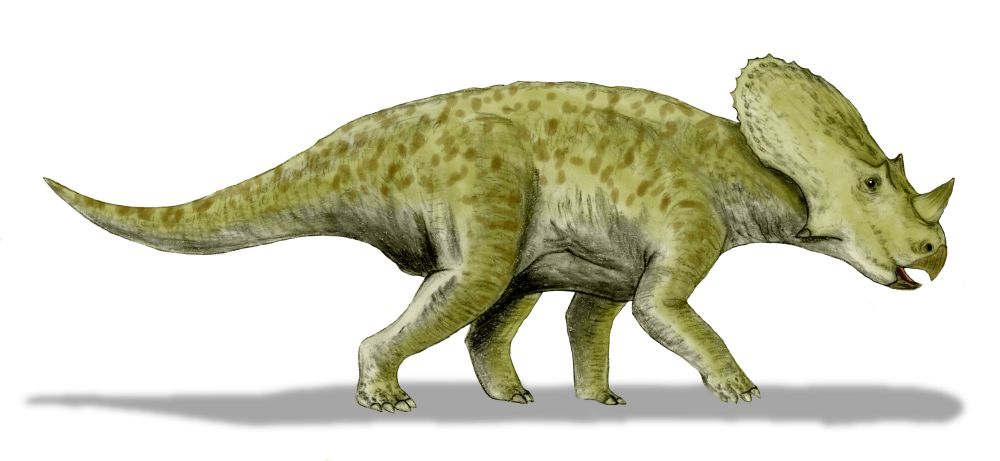
Brachyceratops

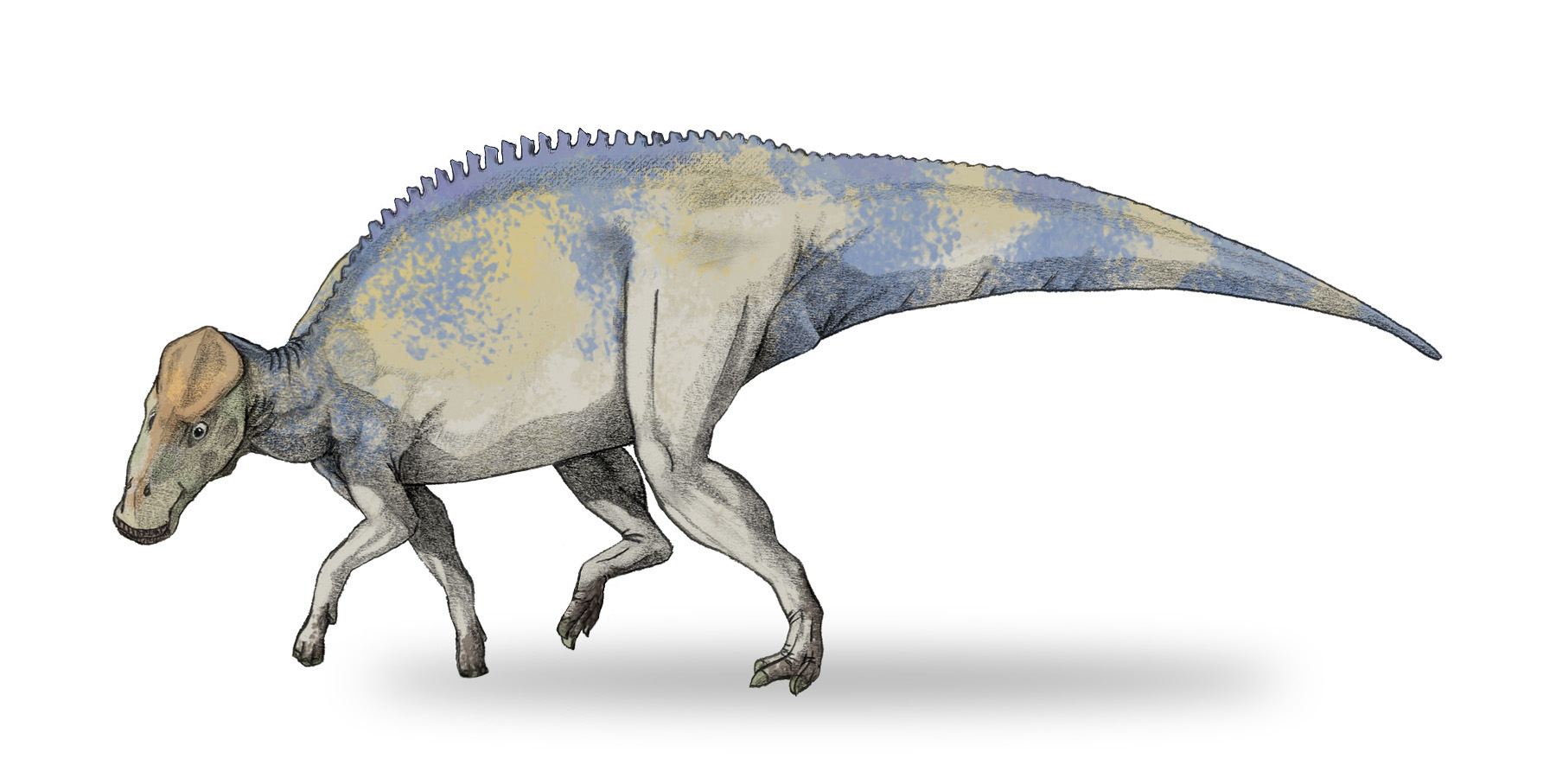
Brachylophosaurus

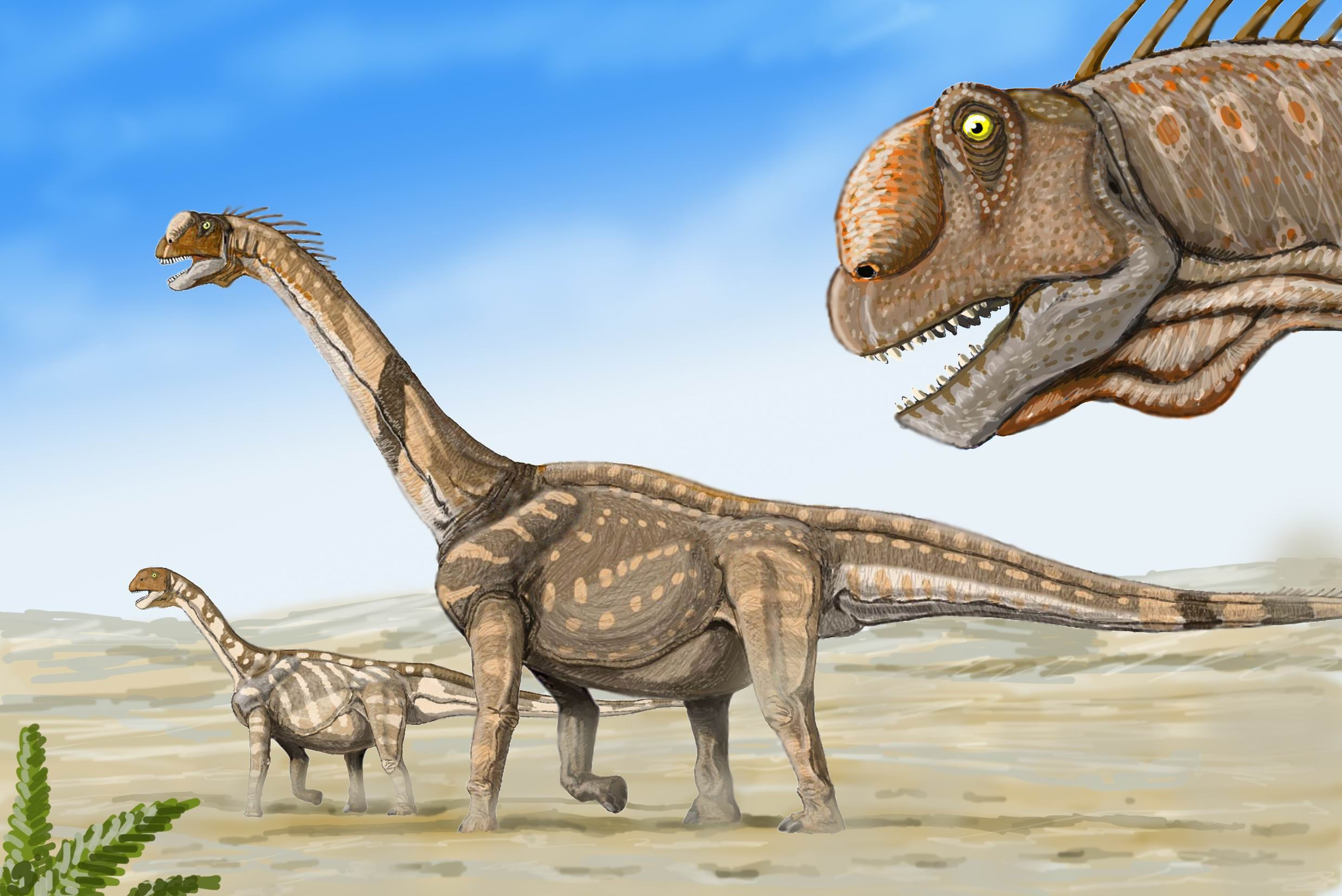
Camarasaurus

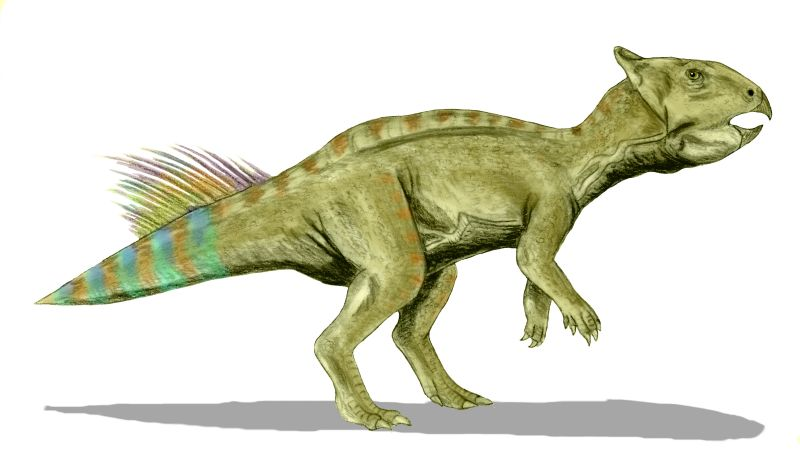
Cerasinops

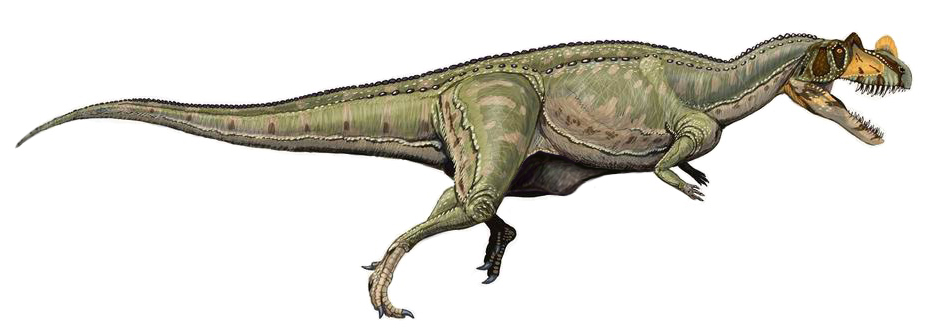
Ceratosaurus

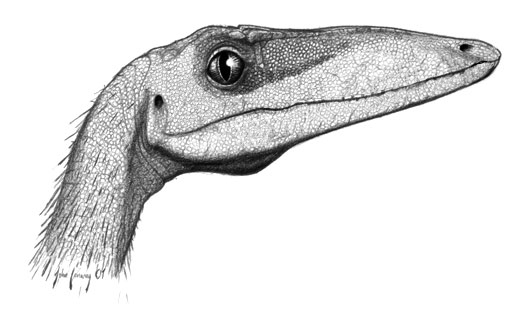
Coelophysis

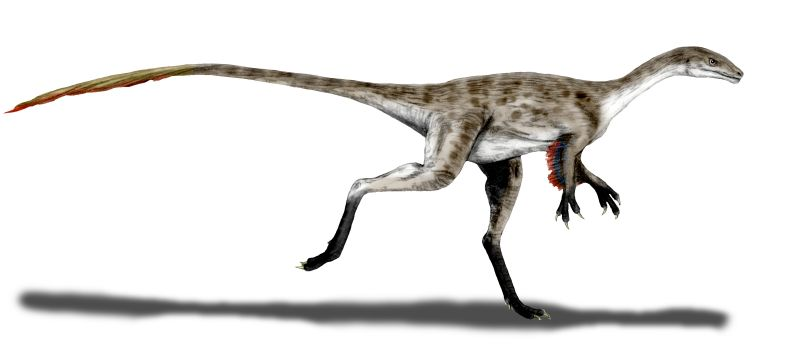
Coelurus

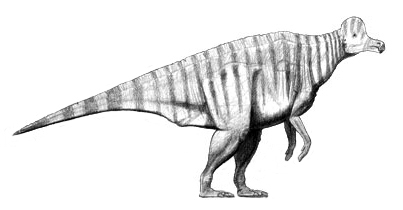
Corythosaurus

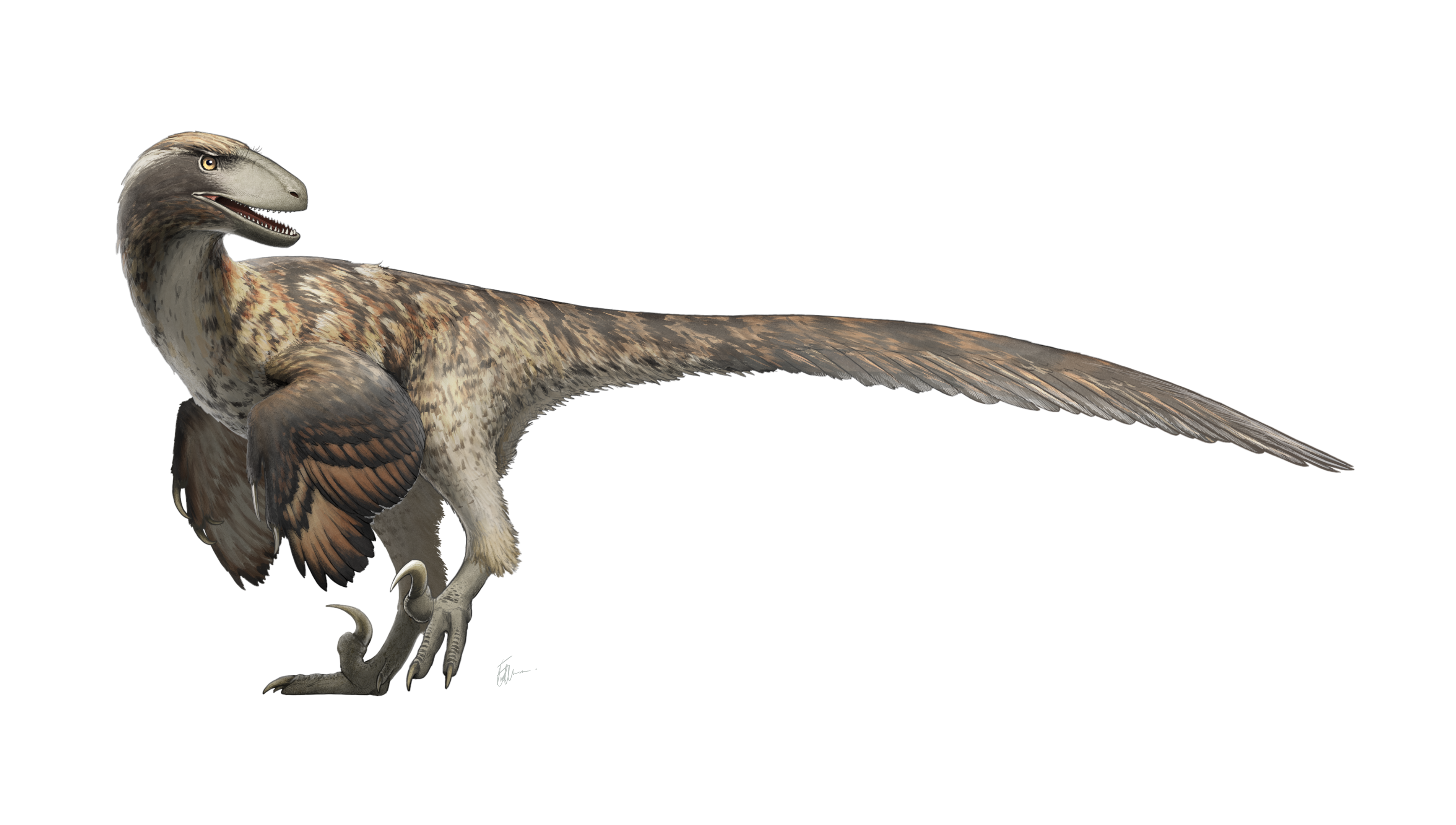
Deinonychus

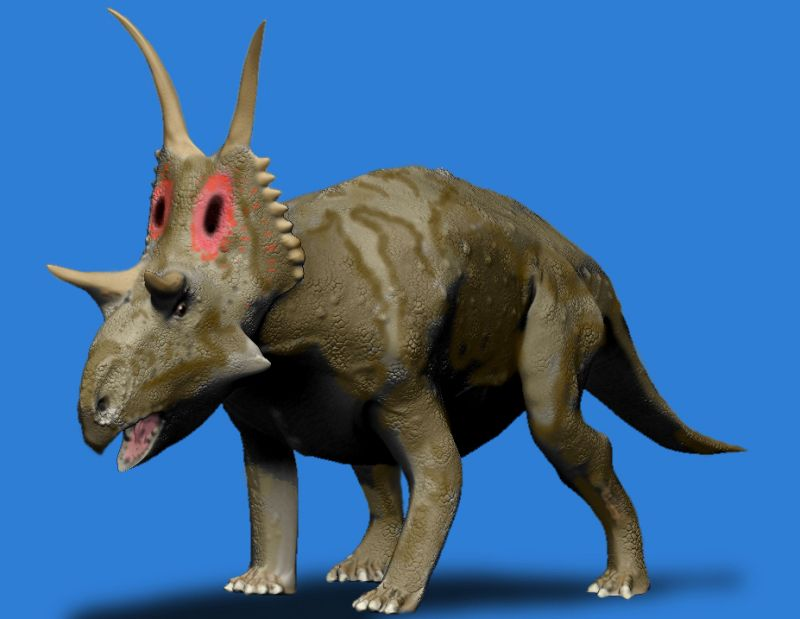
Diabloceratops

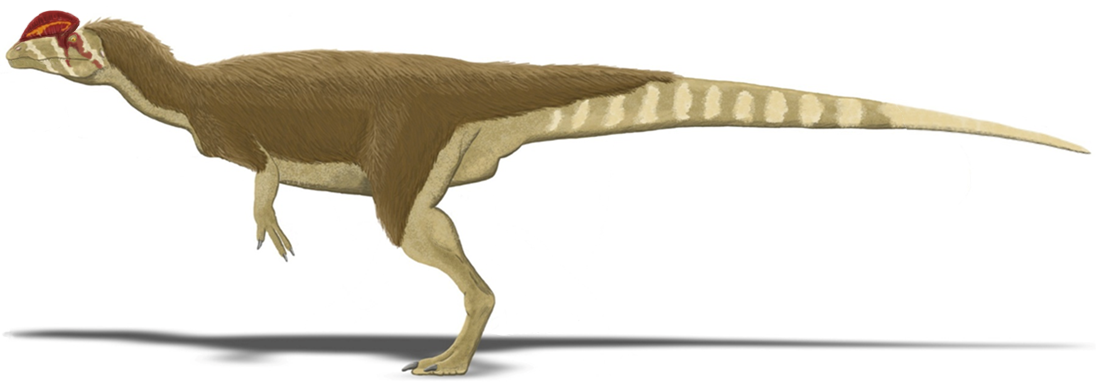
Dilophosaurus

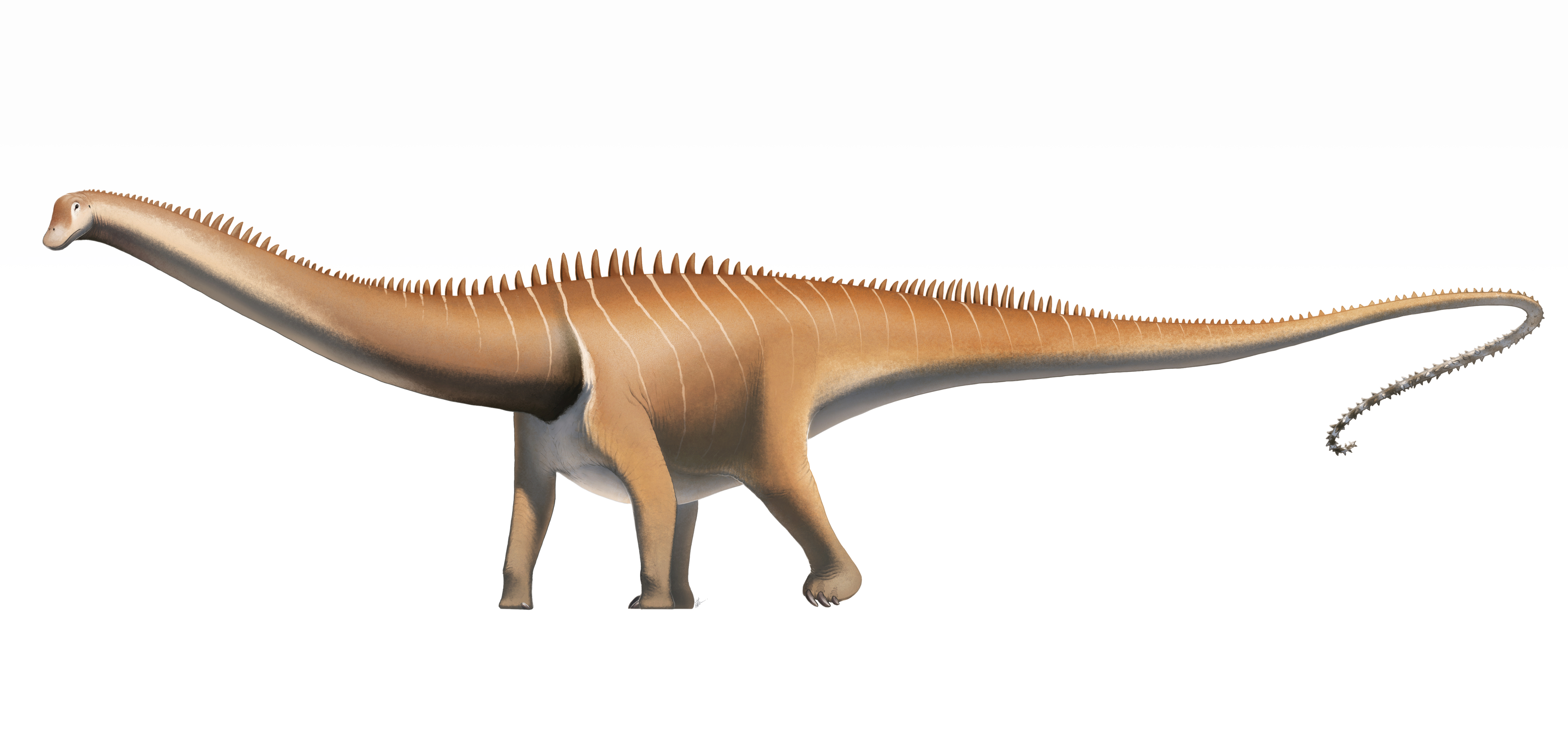
Diplodocus

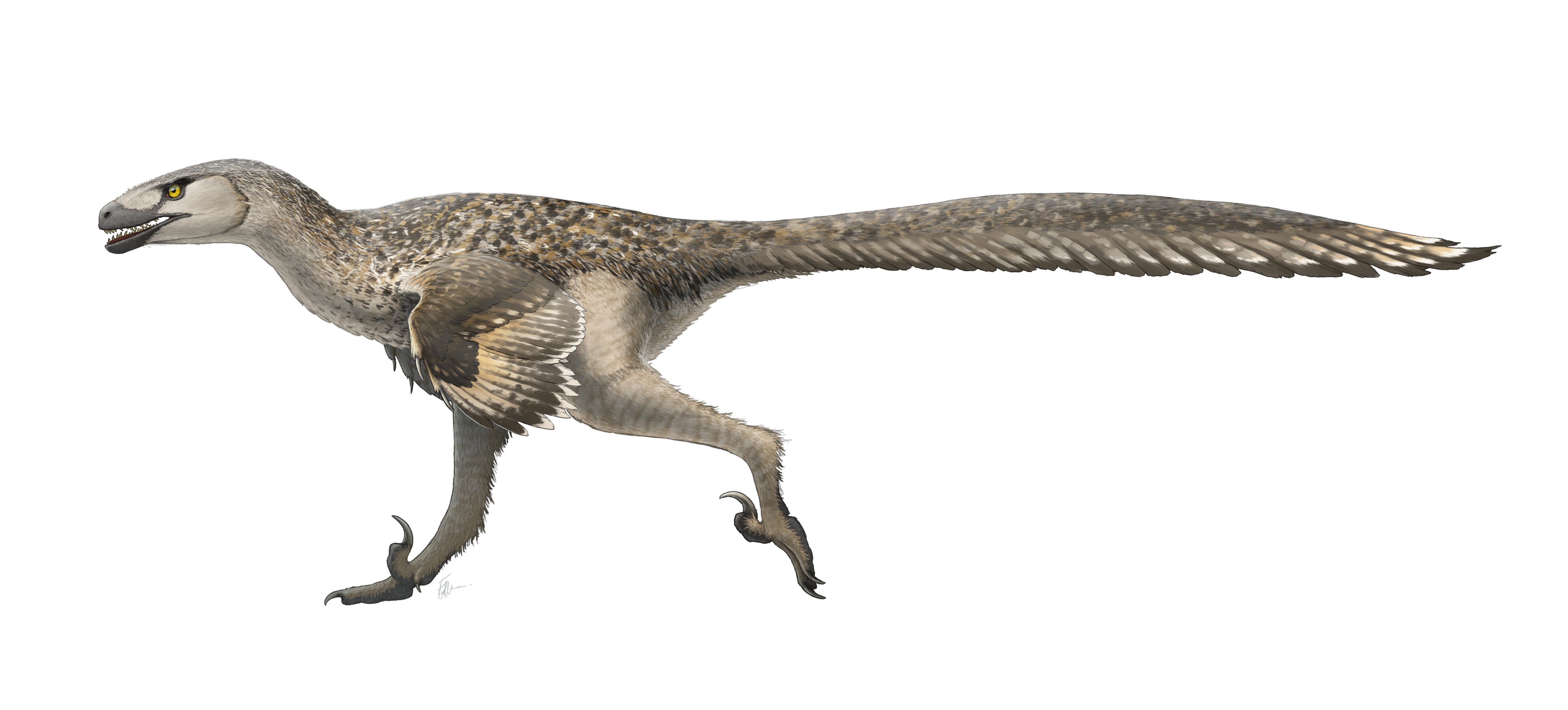
Dromaeosaurus

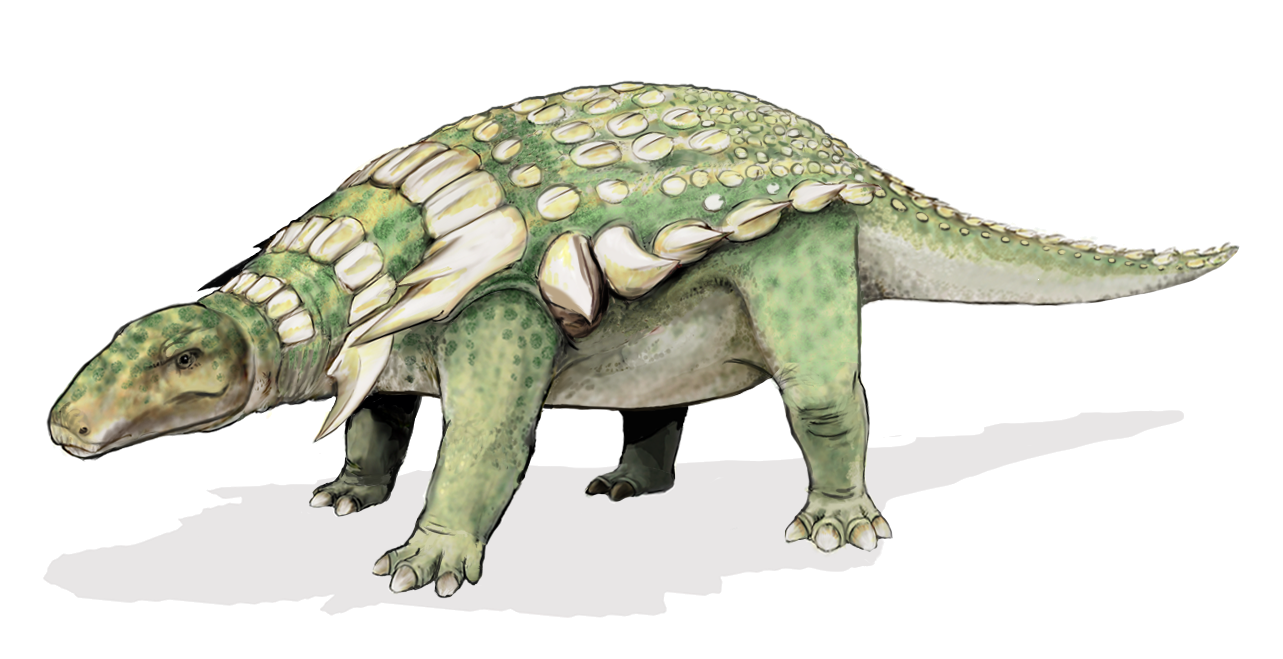
Edmontonia

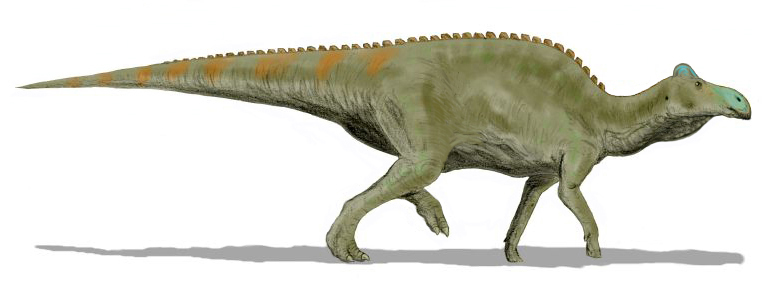
Edmontosaurus

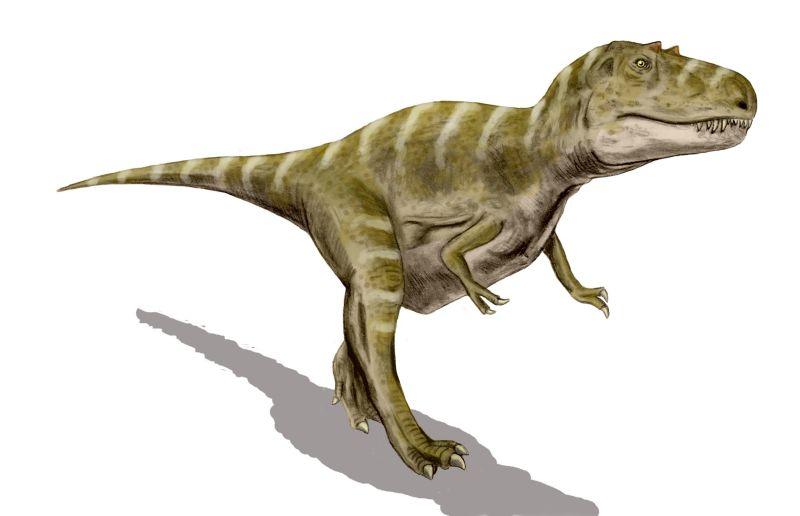
Gorgosaurus

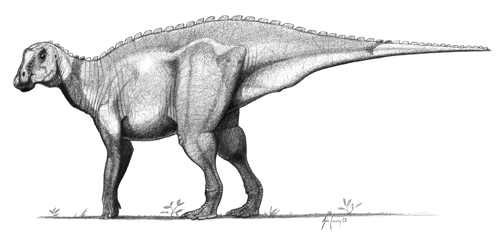
Gryposaurus

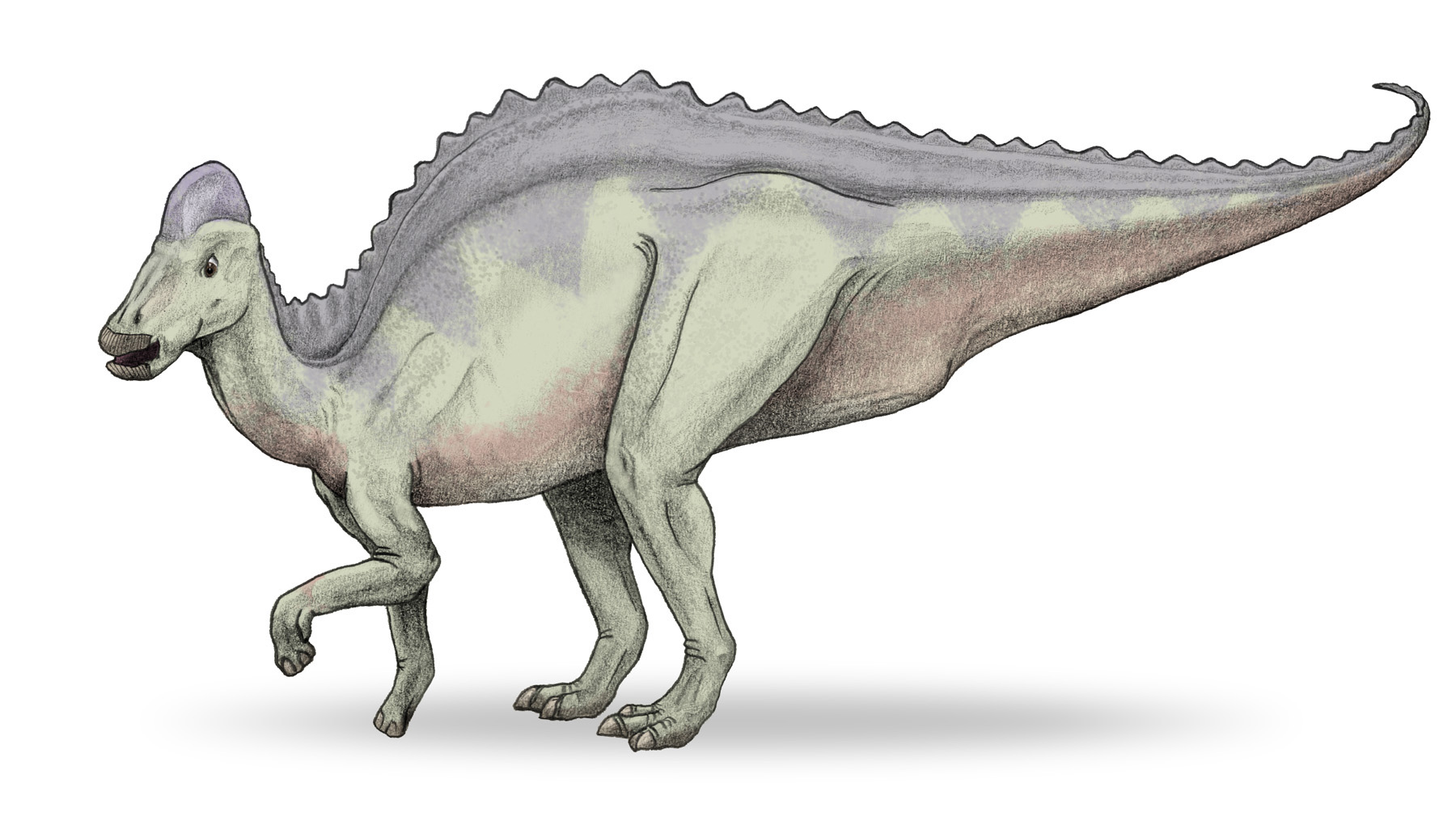
Hypacrosaurus

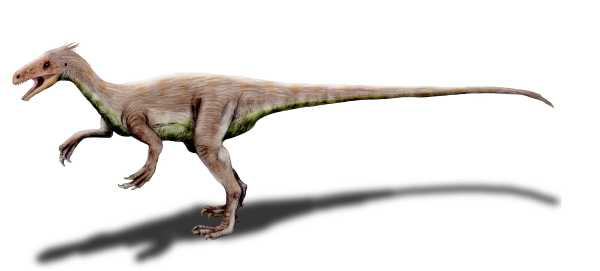
Ornitholestes

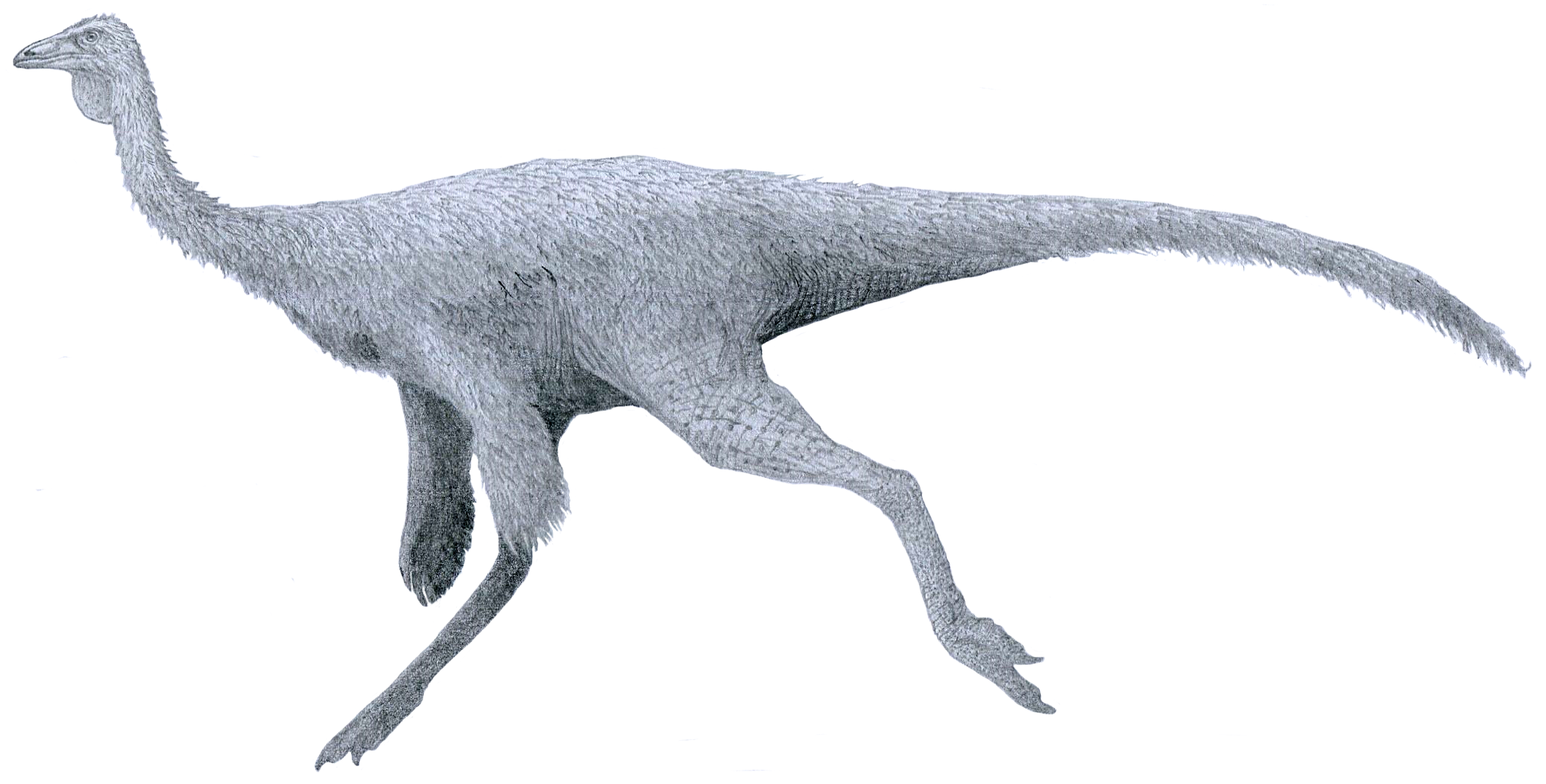
Ornithomimus

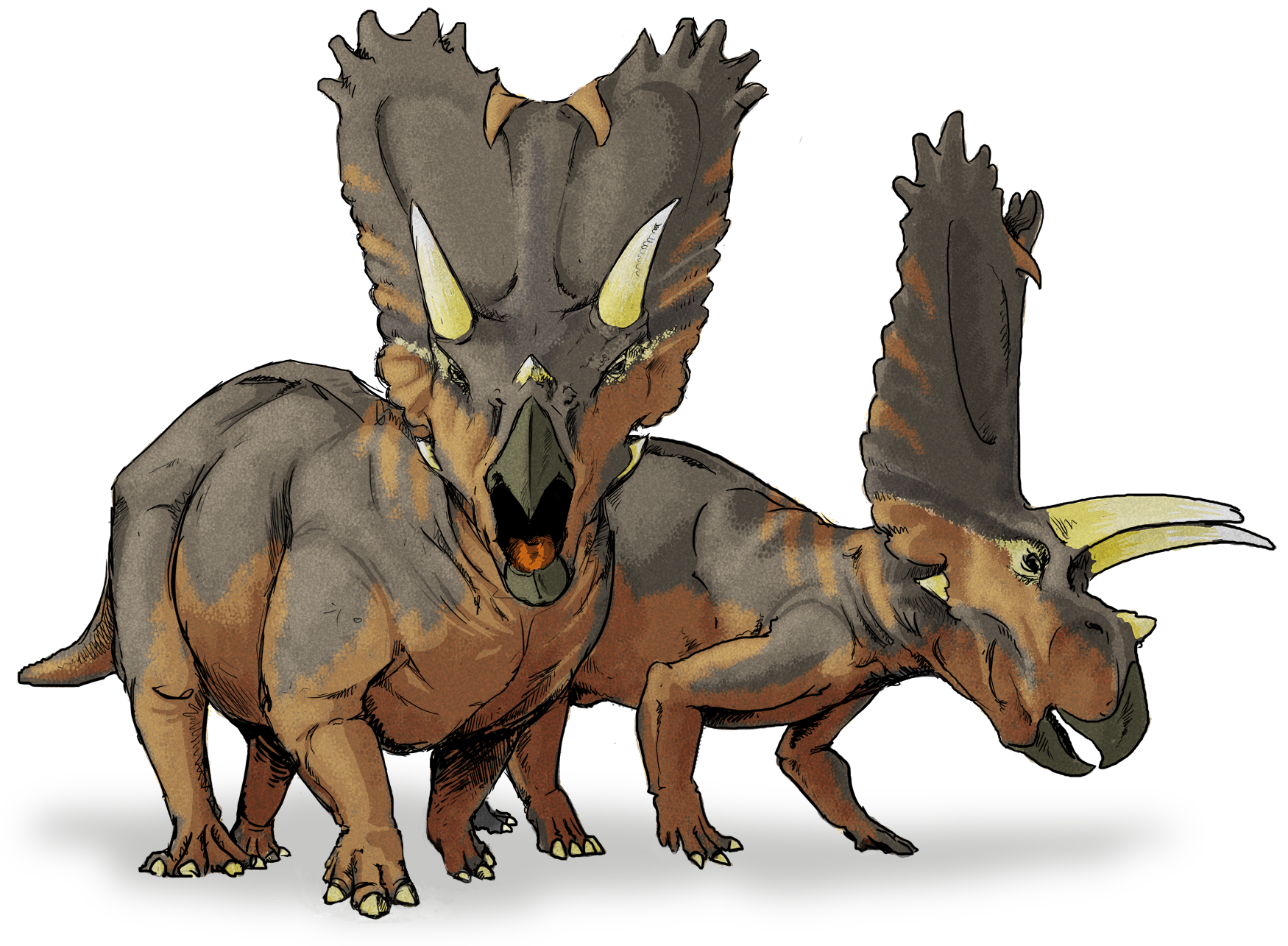
Pentaceratops

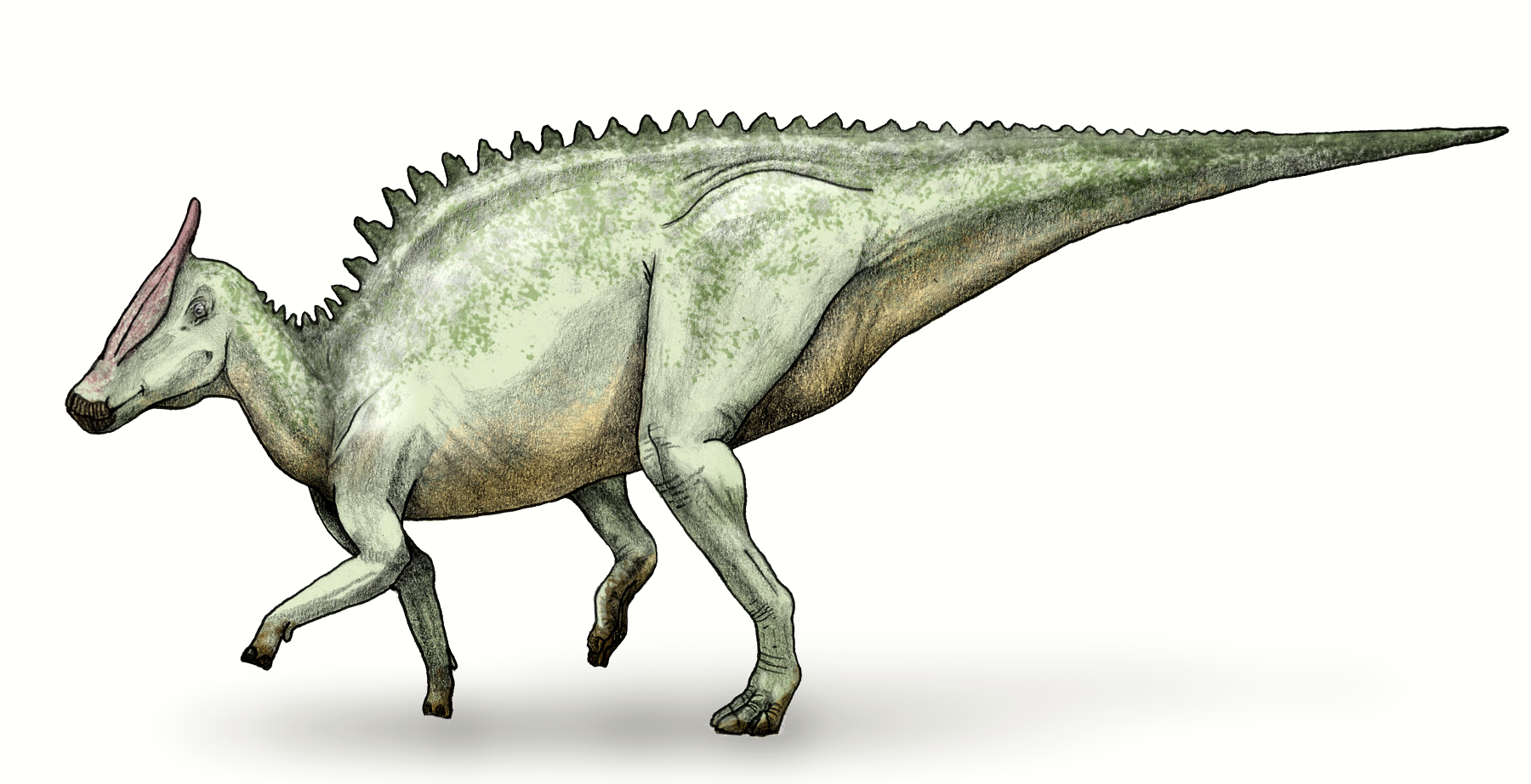
Saurolophus

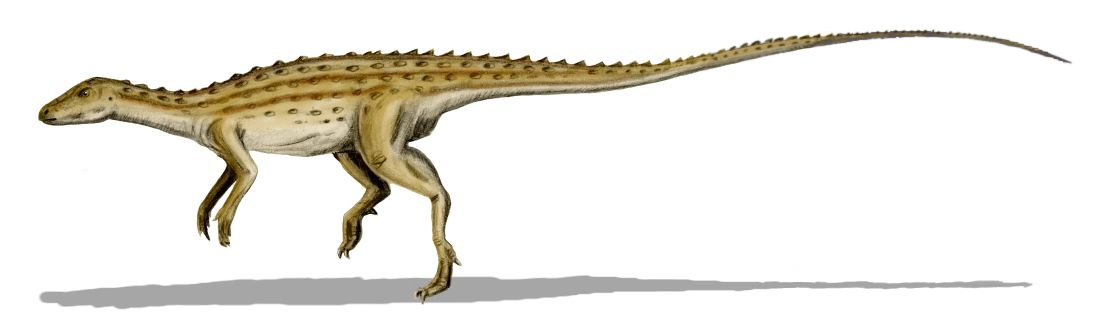
Scutellosaurus

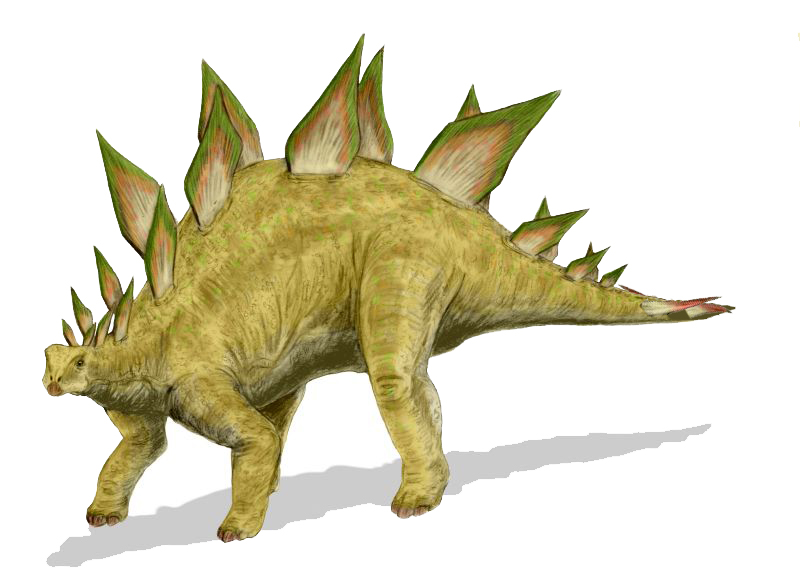
Stegosaurus

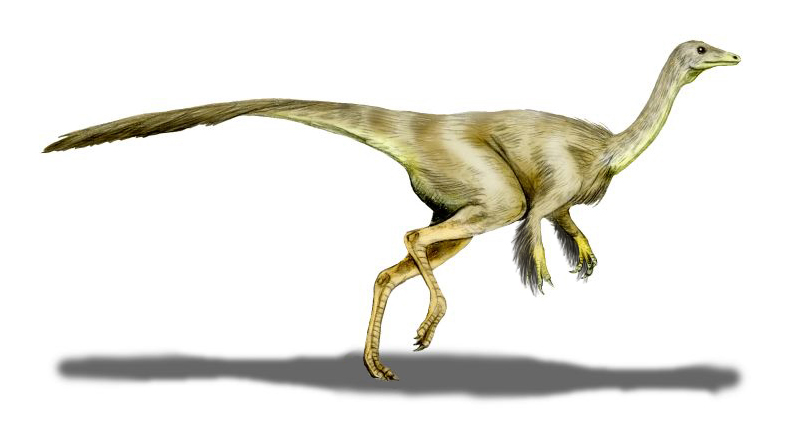
Struthiomimus

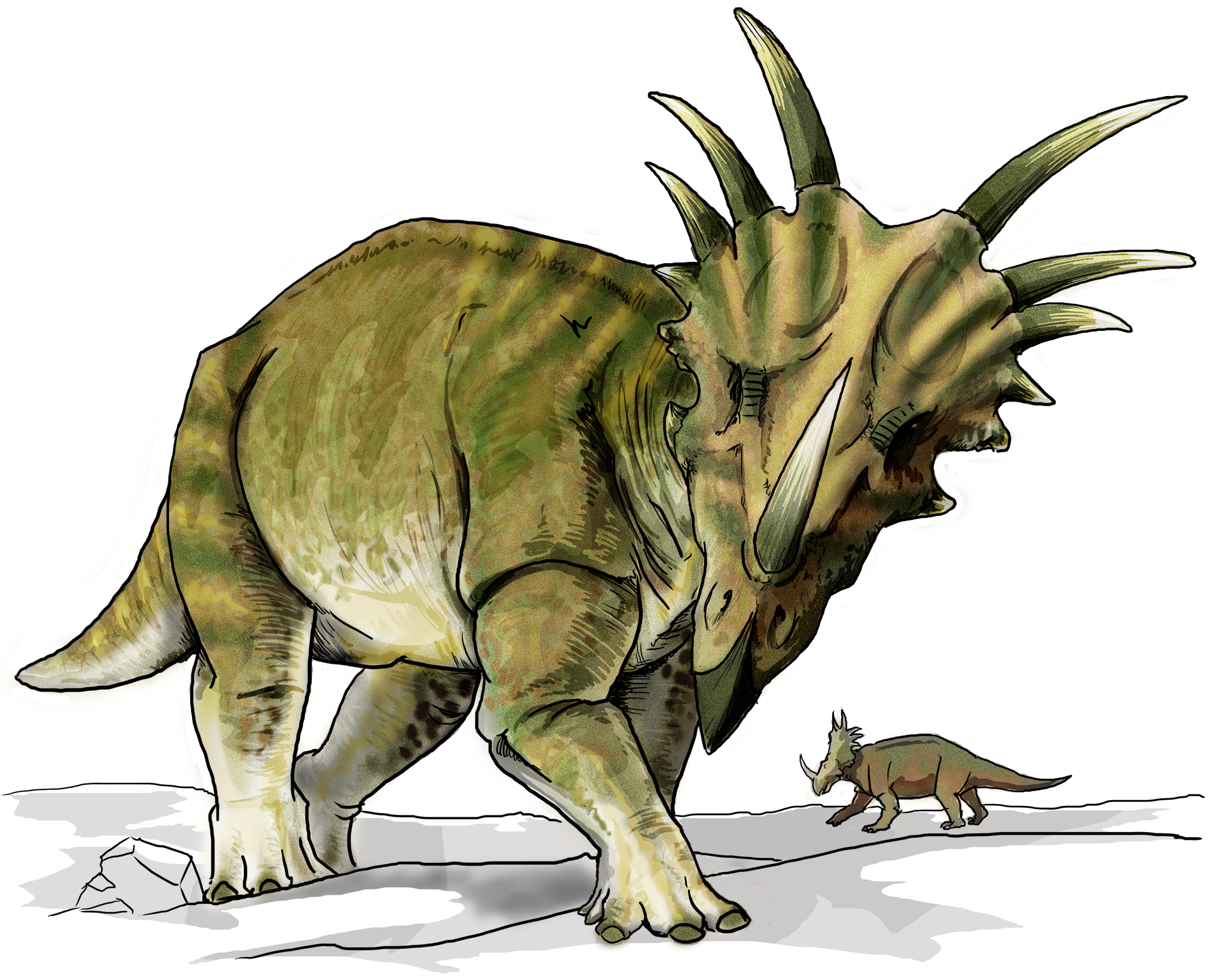
Styracosaurus

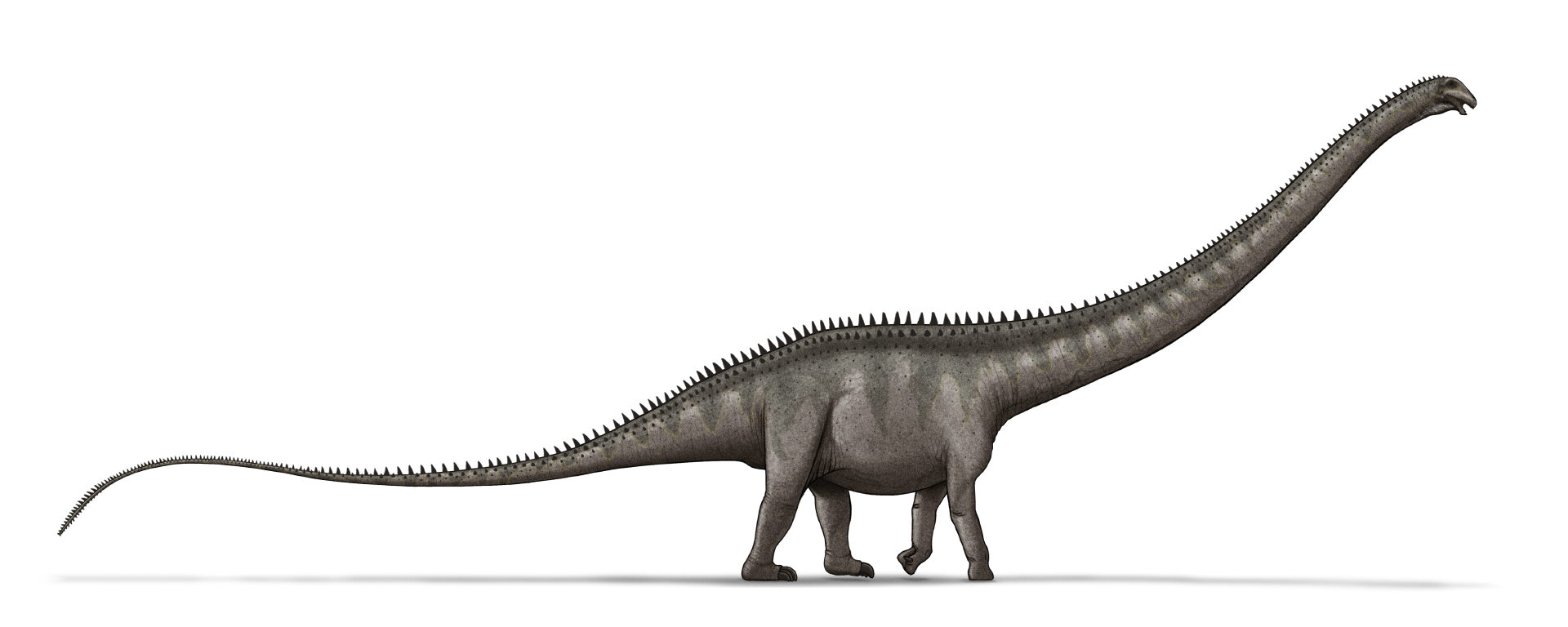
Supersaurus

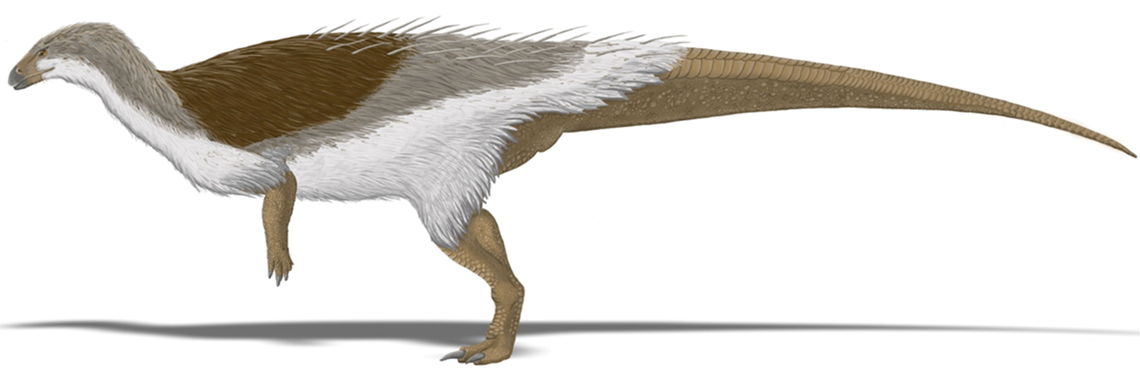
Thescelosaurus

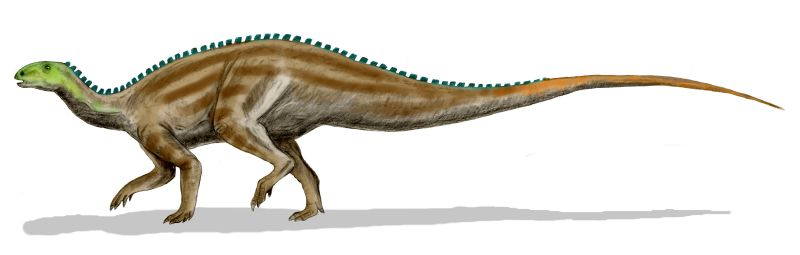
Tenontosaurus

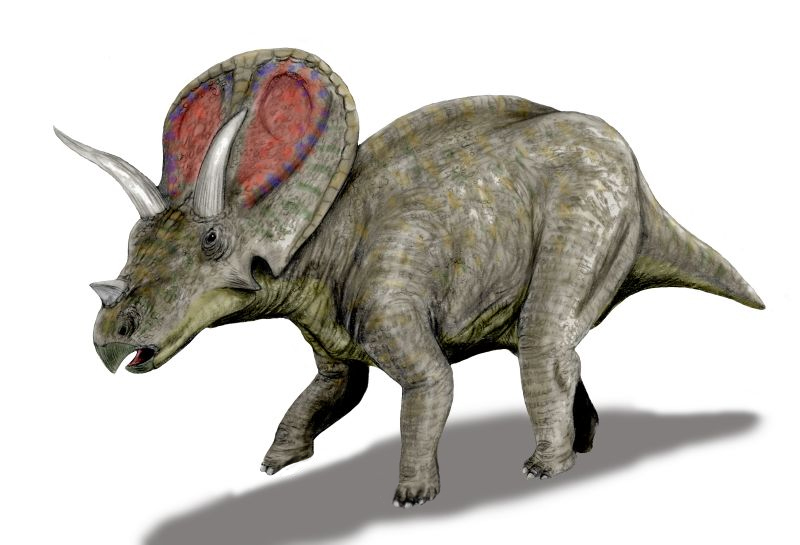
Torosaurus

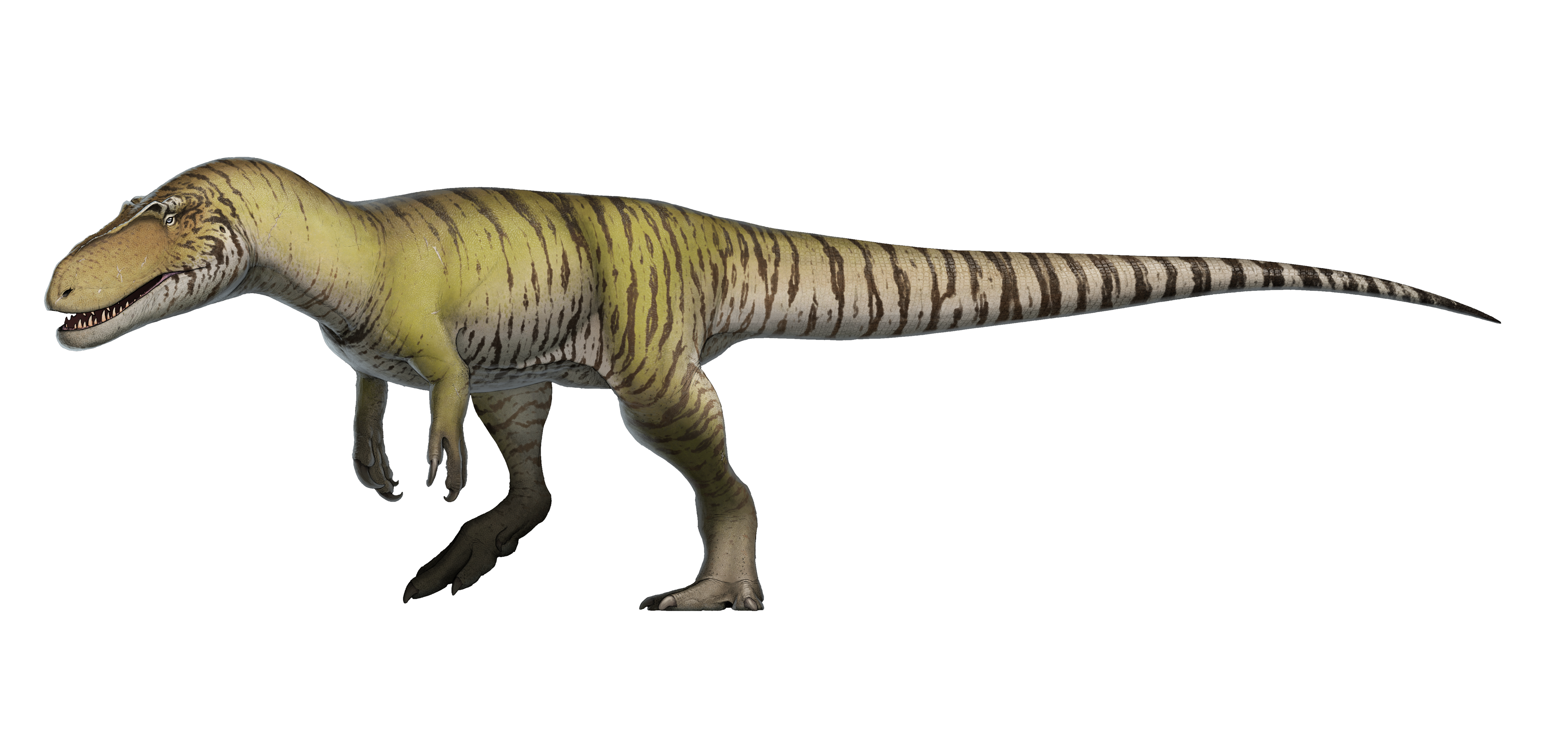
Torvosaurus

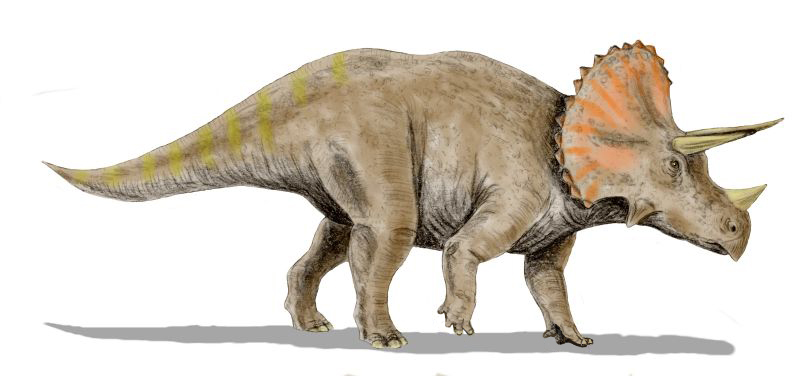
Triceratops

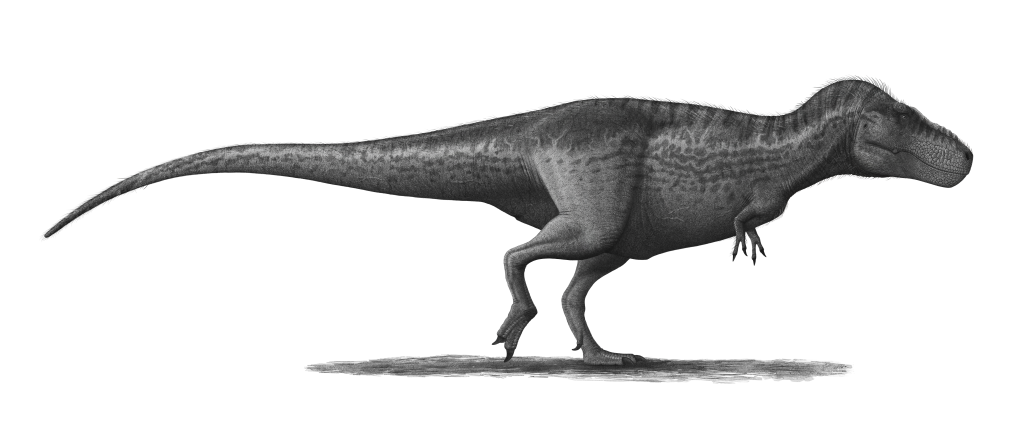
Tyrannosaurus

Utahraptor

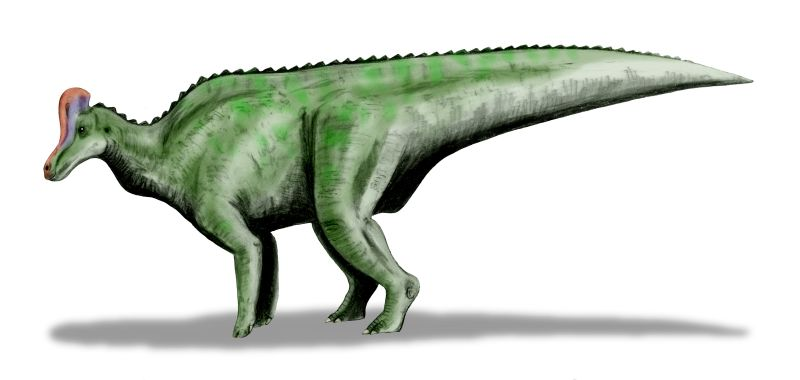
Velafrons

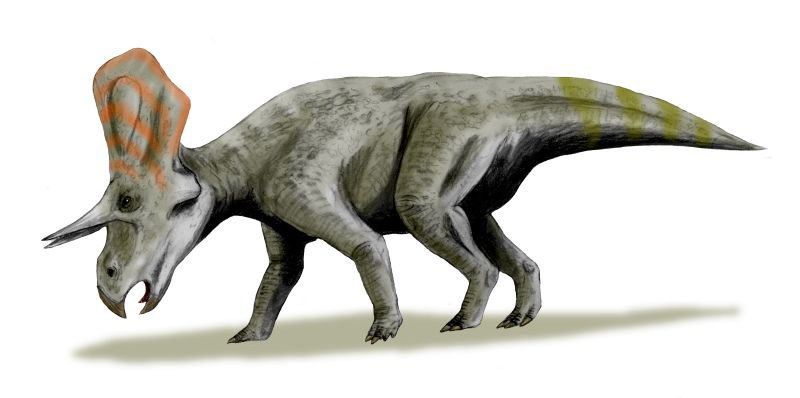
Zuniceratops

| Név                | Időszak      | Étrend[1]           | Megjegyzés                                                              |
| ------------------ | ------------ | ------------------- | ----------------------------------------------------------------------- |
| Abydosaurus        | kréta        | növényevő           | —                                                                       |
| Achelousaurus      | kréta        | növényevő           | —                                                                       |
| Acrocanthosaurus   | kréta        | húsevő              | —                                                                       |
| Agathaumas         | kréta        | növényevő           | Kétséges nem                                                            |
| Agujaceratops      | kréta        | növényevő           | —                                                                       |
| Alamosaurus        | kréta        | növényevő           | —                                                                       |
| Alaskacephale      | kréta        | növényevő           | —                                                                       |
| Albertaceratops    | kréta        | növényevő           | —                                                                       |
| Albertonykus       | kréta        | húsevő/rovarevő     | —                                                                       |
| Albertosaurus      | kréta        | húsevő              | —                                                                       |
| Aletopelta         | kréta        | növényevő           | —                                                                       |
| Allosaurus         | jura         | húsevő              | —                                                                       |
| Ammosaurus         | jura         | növényevő/mindenevő | —                                                                       |
| Amphicoelias       | jura         | növényevő           | —                                                                       |
| Anasazisaurus      | kréta        | növényevő           | —                                                                       |
| Anatotitan         | kréta        | növényevő           | —                                                                       |
| Anchiceratops      | kréta        | növényevő           | —                                                                       |
| Anchisaurus        | jura         | növényevő           | —                                                                       |
| Angulomastacator   | kréta        | növényevő           | —                                                                       |
| Animantarx         | kréta        | növényevő           | —                                                                       |
| Ankylosaurus       | kréta        | növényevő           | —                                                                       |
| Antrodemus         | jura         | húsevő              | Valószínűleg az Allosaurus szinonimája                                  |
| Apatodon           | (ismeretlen) | (ismeretlen)        | Nagyon kétséges                                                         |
| Apatosaurus        | jura         | növényevő           | Korábbi nevén Brontosaurus                                              |
| Appalachiosaurus   | kréta        | húsevő              | —                                                                       |
| Arkansaurus        | kréta        | húsevő              | —                                                                       |
| Arrhinoceratops    | kréta        | növényevő           | —                                                                       |
| Astrodon           | kréta        | növényevő           | —                                                                       |
| Atlantosaurus      | jura         | növényevő           | —                                                                       |
| Atrociraptor       | kréta        | húsevő              | —                                                                       |
| Aublysodon         | kréta        | húsevő              | —                                                                       |
| Avaceratops        | kréta        | növényevő           | —                                                                       |
| Bambiraptor        | kréta        | húsevő              | —                                                                       |
| Barosaurus         | jura         | növényevő           | —                                                                       |
| Beelemodon         | jura         | (ismeretlen)        | —                                                                       |
| Bistahieversor     | kréta        | húsevő              | —                                                                       |
| Brachiosaurus      | jura/kréta   | növényevő           | —                                                                       |
| Brachyceratops     | kréta        | növényevő           | Csak fiatal példányok fosszíliái váltak ismertté                        |
| Brachylophosaurus  | kréta        | növényevő           | —                                                                       |
| Brontoraptor       | jura         | húsevő              | —                                                                       |
| Camarasaurus       | jura         | növényevő           | —                                                                       |
| Camposaurus        | triász       | húsevő              | Kétséges nem                                                            |
| Camptosaurus       | jura/kréta   | növényevő           | —                                                                       |
| Capitalsaurus      | kréta        | húsevő              | —                                                                       |
| Caseosaurus        | triász       | húsevő              | —                                                                       |
| Cedarosaurus       | kréta        | növényevő           | —                                                                       |
| Cedarpelta         | kréta        | növényevő           | —                                                                       |
| Cedrorestes        | kréta        | növényevő           | —                                                                       |
| Centrosaurus       | kréta        | növényevő           | Nem összetévesztendő a Kentrosaurusszal                                 |
| Cerasinops         | kréta        | növényevő           | —                                                                       |
| Ceratops           | kréta        | növényevő           | —                                                                       |
| Ceratosaurus       | jura         | húsevő              | —                                                                       |
| Chasmosaurus       | kréta        | növényevő           | —                                                                       |
| Chindesaurus       | triász       | húsevő              | —                                                                       |
| Chirostenotes      | kréta        | húsevő              | —                                                                       |
| Cionodon           | kréta        | növényevő           | —                                                                       |
| Claorhynchus       | kréta        | növényevő           | Kétséges nem                                                            |
| Claosaurus         | kréta        | növényevő           | —                                                                       |
| Coahuilaceratops   | kréta        | növényevő           | —                                                                       |
| Coelophysis        | triász       | húsevő              | —                                                                       |
| Coelurus           | jura         | húsevő              | —                                                                       |
| Colepiocephale     | kréta        | növényevő           | —                                                                       |
| Comanchesaurus     | triász       | (ismeretlen)        | —                                                                       |
| Corythosaurus      | kréta        | növényevő           | —                                                                       |
| Dakotadon          | kréta        | növényevő           | —                                                                       |
| Daspletosaurus     | kréta        | húsevő              | —                                                                       |
| Deinodon           | kréta        | húsevő              | Kétséges nem                                                            |
| Deinonychus        | kréta        | húsevő              | —                                                                       |
| Diabloceratops     | kréta        | növényevő           | —                                                                       |
| Diclonius          | kréta        | növényevő           | —                                                                       |
| Dilophosaurus      | jura         | húsevő              | —                                                                       |
| Diplodocus         | jura         | növényevő           | —                                                                       |
| Diplotomodon[2]    | kréta        | húsevő              | —                                                                       |
| Dracorex           | kréta        | növényevő           | —                                                                       |
| Drinker            | jura         | növényevő           | —                                                                       |
| Dromaeosaurus      | kréta        | húsevő              | —                                                                       |
| Dryosaurus         | jura         | növényevő           | —                                                                       |
| Dryptosaurus       | kréta        | húsevő              | —                                                                       |
| Dyoplosaurus       | kréta        | növényevő           | —                                                                       |
| Dysganus           | kréta        | növényevő           | —                                                                       |
| Dyslocosaurus      | jura         | növényevő           | —                                                                       |
| Dystrophaeus       | jura         | növényevő           | —                                                                       |
| Edmarka            | jura         | húsevő              | —                                                                       |
| Edmontonia         | kréta        | növényevő           | —                                                                       |
| Edmontosaurus      | kréta        | növényevő           | —                                                                       |
| Einiosaurus        | kréta        | növényevő           | —                                                                       |
| Eobrontosaurus     | jura         | növényevő           | —                                                                       |
| Eolambia           | kréta        | növényevő           | —                                                                       |
| Eotriceratops      | kréta        | növényevő           | —                                                                       |
| Epanterias         | jura         | húsevő              | Valószínűleg az Allosaurus szinonimája                                  |
| Euoplocephalus     | kréta        | növényevő           | —                                                                       |
| Falcarius          | kréta        | (vitatott)          | Nyilvánvalóan a húsevő és növényevő életmód közötti átmenetet képviseli |
| Fruitadens         | jura         | mindenevő           | —                                                                       |
| Gargoyleosaurus    | jura         | növényevő           | —                                                                       |
| Gastonia           | kréta        | növényevő           | —                                                                       |
| Glishades          | kréta        | növényevő           | —                                                                       |
| Glyptodontopelta   | kréta        | növényevő           | —                                                                       |
| Gojirasaurus       | triász       | húsevő              | —                                                                       |
| Gorgosaurus        | kréta        | húsevő              | —                                                                       |
| Gravitholus        | kréta        | növényevő           | —                                                                       |
| Gryposaurus        | kréta        | növényevő           | —                                                                       |
| Hadrosaurus        | kréta        | növényevő           | —                                                                       |
| Hagryphus          | kréta        | húsevő              | —                                                                       |
| Hanssuesia         | kréta        | növényevő           | —                                                                       |
| Haplocanthosaurus  | jura         | növényevő           | —                                                                       |
| Hesperonychus      | kréta        | húsevő              | —                                                                       |
| Hesperosaurus      | jura         | növényevő           | —                                                                       |
| Hippodraco         | kréta        | növényevő           | —                                                                       |
| Hoplitosaurus      | kréta        | növényevő           | —                                                                       |
| Hypacrosaurus      | kréta        | növényevő           | —                                                                       |
| Hypsibema          | kréta        | növényevő           | —                                                                       |
| Iguanacolossus     | kréta        | növényevő           | —                                                                       |
| Jeyawati           | kréta        | növényevő           | —                                                                       |
| Kayentavenator     | jura         | húsevő              | —                                                                       |
| Koparion           | jura         | (ismeretlen)        | —                                                                       |
| Kosmoceratops      | kréta        | növényevő           | —                                                                       |
| Kritosaurus        | kréta        | növényevő           | —                                                                       |
| Labocania          | kréta        | húsevő              | —                                                                       |
| Lambeosaurus       | kréta        | növényevő           | —                                                                       |
| Laosaurus          | jura/kréta   | növényevő           | —                                                                       |
| Leptoceratops      | kréta        | növényevő           | —                                                                       |
| Lophorhothon       | kréta        | növényevő           | —                                                                       |
| Madsenius          | jura         | húsevő              | —                                                                       |
| Magulodon          | kréta        | növényevő           | —                                                                       |
| Maiasaura          | kréta        | növényevő           | —                                                                       |
| Marshosaurus       | jura         | húsevő              | —                                                                       |
| Megapnosaurus      | jura         | húsevő              | Korábbi nevén Syntarsus                                                 |
| Medusaceratops     | kréta        | növényevő           | —                                                                       |
| Microcephale       | kréta        | növényevő           | —                                                                       |
| Microvenator       | kréta        | húsevő              | —                                                                       |
| Moabosaurus        | kréta        | növényevő           | —                                                                       |
| Mojoceratops       | kréta        | növényevő           | —                                                                       |
| Monoclonius        | kréta        | növényevő           | —                                                                       |
| Montanoceratops    | kréta        | növényevő           | —                                                                       |
| Mymoorapelta       | jura         | növényevő           | —                                                                       |
| Naashoibitosaurus  | kréta        | növényevő           | —                                                                       |
| Nanosaurus         | jura         | növényevő (?)       | —                                                                       |
| Nanotyrannus       | kréta        | húsevő              | —                                                                       |
| Nedcolbertia       | kréta        | (ismeretlen)        | —                                                                       |
| Nedoceratops       | kréta        | növényevő           | —                                                                       |
| Niobrarasaurus     | kréta        | növényevő           | —                                                                       |
| Nodocephalosaurus  | kréta        | növényevő           | —                                                                       |
| Nodosaurus         | kréta        | növényevő           | —                                                                       |
| Nothronychus       | kréta        | növényevő           | —                                                                       |
| Ojoceratops        | kréta        | növényevő           | —                                                                       |
| Orcomimus          | kréta        | húsevő              | —                                                                       |
| Ornatotholus       | kréta        | növényevő           | —                                                                       |
| Ornitholestes      | jura         | húsevő              | —                                                                       |
| Ornithomimus       | kréta        | növényevő           | —                                                                       |
| Orodromeus         | kréta        | növényevő           | —                                                                       |
| Oryctodromeus      | kréta        | növényevő           | —                                                                       |
| Othnielia          | jura         | növényevő           | —                                                                       |
| Othnielosaurus     | jura         | növényevő/mindenevő | —                                                                       |
| Pachycephalosaurus | kréta        | növényevő           | —                                                                       |
| Pachyrhinosaurus   | kréta        | növényevő           | —                                                                       |
| Palaeopteryx       | jura         | (ismeretlen)        | Kétséges nem                                                            |
| Palaeoscincus      | kréta        | növényevő           | —                                                                       |
| Paluxysaurus       | kréta        | növényevő           | —                                                                       |
| Panoplosaurus      | kréta        | növényevő           | —                                                                       |
| Parasaurolophus    | kréta        | növényevő           | —                                                                       |
| Parksosaurus       | kréta        | növényevő           | —                                                                       |
| Paronychodon       | kréta        | húsevő              | —                                                                       |
| Pawpawsaurus       | kréta        | növényevő           | —                                                                       |
| Peloroplites       | kréta        | növényevő           | —                                                                       |
| Pentaceratops      | kréta        | növényevő           | —                                                                       |
| Planicoxa          | kréta        | növényevő           | —                                                                       |
| Pleurocoelus       | kréta        | növényevő           | —                                                                       |
| Podokesaurus       | jura         | húsevő              | —                                                                       |
| Polyonax           | kréta        | növényevő           | —                                                                       |
| Prenoceratops      | kréta        | növényevő           | —                                                                       |
| Priconodon         | kréta        | növényevő           | —                                                                       |
| Prosaurolophus     | kréta        | növényevő           | —                                                                       |
| Protoavis          | kréta        | (ismeretlen)        | Kétséges nem                                                            |
| Protohadros        | kréta        | növényevő           | —                                                                       |
| Pteropelyx         | kréta        | növényevő           | —                                                                       |
| Richardoestesia    | kréta        | húsevő              | —                                                                       |
| Rubeosaurus        | kréta        | növényevő           | —                                                                       |
| Sarahsaurus        | jura         | mindenevő           | —                                                                       |
| Saurolophus        | kréta        | növényevő           | —                                                                       |
| Sauropelta         | kréta        | növényevő           | —                                                                       |
| Saurophaganax      | jura         | húsevő              | —                                                                       |
| Sauroposeidon      | kréta        | növényevő           | —                                                                       |
| Saurornitholestes  | kréta        | húsevő              | —                                                                       |
| Scelidosaurus      | jura         | növényevő           | —                                                                       |
| Scutellosaurus     | jura         | növényevő           | —                                                                       |
| Segisaurus         | jura         | húsevő              | —                                                                       |
| Seitaad            | jura         | mindenevő           | —                                                                       |
| Silvisaurus        | kréta        | növényevő           | —                                                                       |
| Sonorasaurus       | kréta        | növényevő           | —                                                                       |
| Sphaerotholus      | kréta        | növényevő           | —                                                                       |
| Stegoceras         | kréta        | növényevő           | —                                                                       |
| Stegopelta         | kréta        | növényevő           | —                                                                       |
| Stegosaurus        | jura         | növényevő           | —                                                                       |
| Stokesosaurus      | jura         | húsevő              | —                                                                       |
| Struthiomimus      | kréta        | növényevő/mindenevő | —                                                                       |
| Stygimoloch        | kréta        | növényevő           | —                                                                       |
| Styracosaurus      | kréta        | növényevő           | —                                                                       |
| Supersaurus        | jura         | növényevő           | —                                                                       |
| Suuwassea          | jura         | növényevő           | —                                                                       |
| Tanycolagreus      | jura         | húsevő              | —                                                                       |
| Tatankacephalus    | kréta        | növényevő           | —                                                                       |
| Tatankaceratops    | kréta        | növényevő           | —                                                                       |
| Tawa               | triász       | húsevő              | —                                                                       |
| Tenontosaurus      | kréta        | növényevő           | —                                                                       |
| Texacephale        | kréta        | növényevő           | —                                                                       |
| Texasetes          | kréta        | növényevő           | —                                                                       |
| Theiophytalia      | kréta        | növényevő           | —                                                                       |
| Thescelosaurus     | kréta        | növényevő           | —                                                                       |
| Thespesius         | kréta        | növényevő           | —                                                                       |
| Tichosteus         | jura         | növényevő           | —                                                                       |
| Torosaurus         | kréta        | növényevő           | —                                                                       |
| Torvosaurus        | jura         | húsevő              | —                                                                       |
| Trachodon          | kréta        | növényevő           | Kétséges nem                                                            |
| Triceratops        | kréta        | növényevő           | —                                                                       |
| Troodon            | kréta        | húsevő              | A Stenonychosaurust is beleértve.                                       |
| Tyrannosaurus      | kréta        | húsevő              | —                                                                       |
| Utahceratops       | kréta        | növényevő           | —                                                                       |
| Utahraptor         | kréta        | húsevő              | —                                                                       |
| Vagaceratops       | kréta        | növényevő           | —                                                                       |
| Velafrons          | kréta        | növényevő           | —                                                                       |
| Venenosaurus       | kréta        | növényevő           | —                                                                       |
| Wyomingraptor      | jura         | húsevő              | —                                                                       |
| Zephyrosaurus      | kréta        | növényevő           | —                                                                       |
| Zuniceratops       | kréta        | növényevő           | —                                                                       |

## Színmagyarázat
| Nomen dubium |
| Érvénytelen  |
| Nomen nudum  |

## A megjelenés feltételei
- A dinoszaurusznak szerepelnie kell a Dinoszauruszok listáján.
- Az állat fosszíliáinak Észak-Amerika területéről kell származnia.
- Ez a lista kiegészítés a Kategória:Észak-Amerika dinoszauruszai alatt felsoroltakhoz.

## Fordítás
- Ez a szócikk részben vagy egészben a List of North American dinosaurs című angol Wikipédia-szócikk ezen változatának fordításán alapul.  Az eredeti cikk szerkesztőit annak laptörténete sorolja fel. Ez a jelzés csupán a megfogalmazás eredetét és a szerzői jogokat jelzi, nem szolgál a cikkben szereplő információk forrásmegjelöléseként.